# Antoine Griezmann
Antoine Griezmann (prononcer : [ɡʁjɛzman]), surnommé « Grizi » ou « Grizou », né le 21 mars 1991 à Mâcon (Saône-et-Loire), est un footballeur international français qui évolue au poste de second attaquant ou milieu offensif à l'Atlético de Madrid.
Repéré par la Real Sociedad à l'âge de seulement treize ans, Antoine Griezmann poursuit sa formation au Pays basque et fait ses débuts professionnels en championnat d'Espagne en 2010. Quatre ans plus tard, il rejoint l'Atlético de Madrid avec lequel en 2016 il sera désigné meilleur joueur de la Liga et atteindra la finale de la Ligue des champions. Vainqueur de la Ligue Europa 2018 en marquant deux buts en finale, il est désigné meilleur joueur de la compétition.
En 2019, il rejoint le FC Barcelone mais, placé dans l'ombre du capitaine Lionel Messi, il ne parvient pas à s'imposer et reviendra deux ans plus tard chez les Colchoneros, dont il deviendra le meilleur buteur en 2024.
En équipe de France, Antoine Griezmann est sélectionné chez les moins de 19 ans avec lesquels il remporte le championnat d'Europe 2010, puis devient international A en 2014 et dispute la Coupe du monde au Brésil. Lors de l'Euro 2016 où la France atteint la finale face a Portugal, il est meilleur buteur avec six buts et sacré meilleur joueur de la compétition, ce qui contribue à sa troisième place au Ballon d'or 2016. Champion du monde en 2018, élu « homme du match » de la finale remportée quatre buts à deux face à la Croatie et troisième meilleur joueur de la compétition, il termine l'année à nouveau troisième au Ballon d'or. Il participe à l'Euro 2020 où la France est éliminé en huitième de finale. Lors du Mondial 2022, il est replacé comme milieu de terrain et atteint à nouveau la finale de la compétition, perdue aux tirs au but face à l'Argentine, puis la demi-finale de l'Euro 2024.
En septembre 2024, à 33 ans, il annonce sa retraite internationale. Joueur majeur de la sélection de Didier Deschamps, il aura cumulé 137 capes (troisième à huit longueurs du record d'Hugo Lloris), 44 buts et 30 passes décisives et, avec 84 rencontres d’affilée disputées avec les Bleus, pulvérisé le précédent record de Patrick Vieira (44).

## Biographie
Antoine est le fils d'Alain Griezmann (né le 6 septembre 1957), de lointaine ascendance allemande et d'Isabelle Lopes, d'origine portugaise. Son grand-père maternel, Amaro Lopes, est un footballeur professionnel qui a évolué comme défenseur au Futebol Clube Paços de Ferreira, avant d'émigrer à Mâcon en 1957 avec sa femme, Carolina.
Avec son épouse Erika Choperena, Espagnole originaire du Pays basque dont il partage la vie depuis 2011, il a eu quatre enfants : Mia en 2016, Amaro en 2019, Alba en 2021 (tous trois nés un 8 avril), et Shai en 2025.

## Carrière en club
Antoine Griezmann commence le football dans l'Entente Charnay et Mâcon 71 à l'âge de six ans avant d'intégrer l'UF Mâcon deux ans plus tard. Il y joue pendant sept ans et fait plusieurs essais dans des clubs professionnels français mais est constamment rejeté en raison d'un physique jugé trop frêle. Cependant, à 13 ans, lors d'un tournoi de jeunes où il revêt les couleurs du Montpellier HSC, il est repéré par Eric Olhats, recruteur de la Real Sociedad qui sera son conseiller sportif jusqu'en 2017. Il fait un essai de deux mois à la Real avant de signer un premier contrat,, en 2005, et y continue sa formation tout en poursuivant ses études à Bayonne. Lors des saisons 2007-2008 et 2008-2009, il joue avec l'équipe réserve du club en troisième division.

### Formation et débuts pro à la Real Sociedad: de la Segunda Division à la Ligue des champions

#### Saison 2009-2010
À l'approche de la saison 2009-2010, il est appelé dans l'équipe première par Martín Lasarte en raison des blessures des habituels titulaires, et ainsi joue la pré-saison. Le 2 septembre 2009, il joue son premier match officiel avec la Real Sociedad contre le Rayo Vallecano en Copa del Rey en entrant à la 79e minute de jeu et ne peut empêcher la défaite deux buts à zéro. Quatre jours plus tard, il joue son premier match de championnat contre le Real Murcie (0-0). Le 27 septembre, pour sa première titularisation, il inscrit son premier but en Segunda Division, la deuxième division espagnole, contre Huesca (2-0). Il s'illustre en marquant cinq buts en quatre matches lui permettant de gagner une place définitive dans l'équipe première et devient titulaire indiscutable jusqu'à la fin de la saison. Il est l'un des artisans de la montée de l'équipe en Liga glanant au passage le titre de Champion de Segunda Division, à l'issue de la saison, il signe son premier contrat professionnel qui le lie à l'équipe jusqu'en 2015.

#### Saison 2010-2011

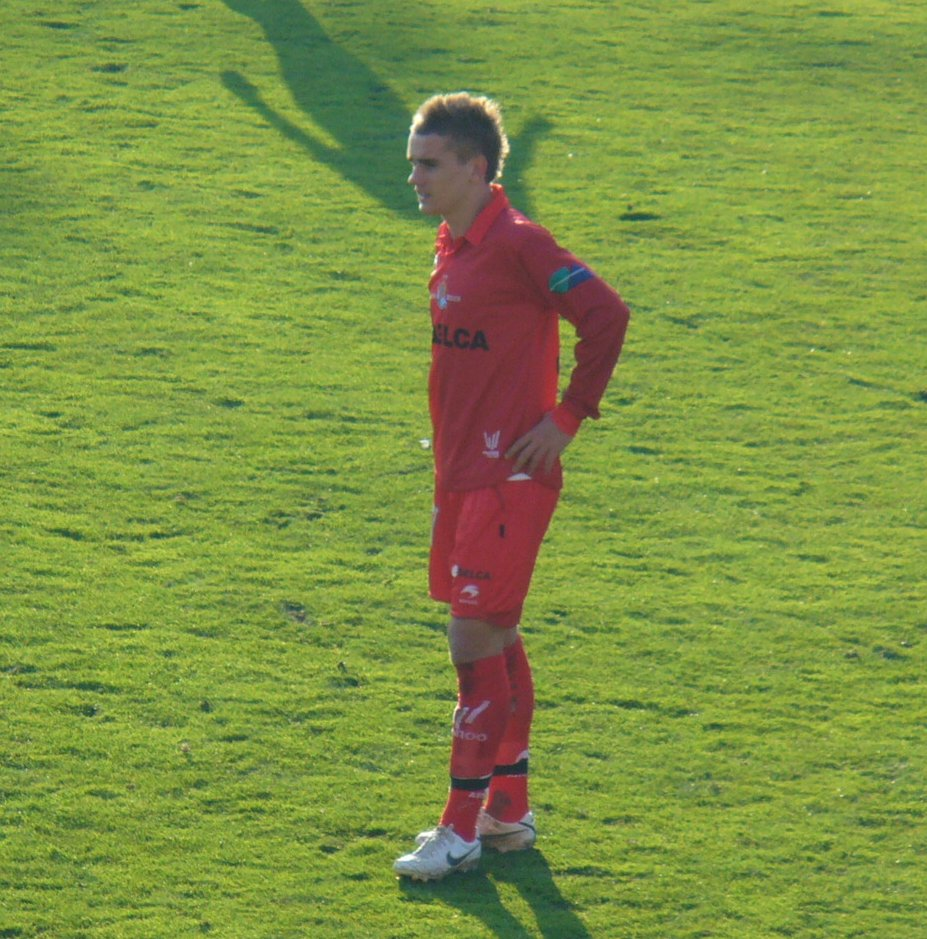
Antoine Griezmann avec la Real Sociedad en 2010.

Il joue son premier match en Liga le 29 août 2010 contre Villarreal, qui se solde par une victoire un à zéro. Le 25 octobre, lors de la 8e journée, il marque son premier but contre La Corogne, but qu'il célèbre en s'asseyant à l'intérieur d'une voiture se trouvant près du terrain (3-0). Le weekend suivant, il récidive en inscrivant un nouveau but à Málaga pour la première victoire des siens à l'extérieur cette saison (1-2). Bien en jambes, il marque son 3e but de la saison pour le compte de la 11e journée lors de la défaite chez Hércules Alicante, où il sera félicité par une légende du foot français, l'attaquant David Trezeguet, évoluant dans le camp adverse (2-1).
Le 17 avril 2011, Antoine Griezmann s'offre son premier doublé chez les professionnels, pour donner la victoire à la Sociedad contre le Sporting Gijón (2-1) (32e journée). La Real Sociedad termine la saison à la 15e place.
Il termine la saison sur un bilan de 39 matches, 8 buts marqués et 3 passes décisives.

#### Saison 2011-2012

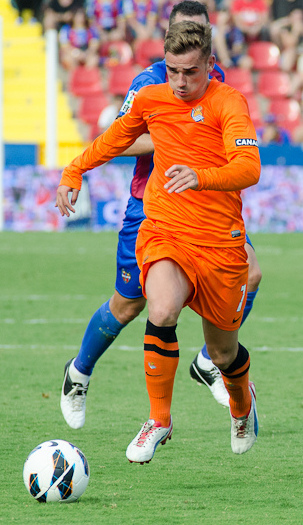
Antoine Griezmann avec la Real Sociedad en 2012.

La saison 2011-2012 commence assez mal pour Griezmann. Alors que tout partait plutôt bien après un premier but marqué contre Barcelone lors de la 2e journée de Liga le 10 septembre 2011 pour obtenir le nul (2-2), il s'ensuit une longue période de disette jusqu'en décembre 2011 où il retrouve le chemin des filets face à Grenade au 4e tour aller de la Copa del Rey (4-1).
Griezmann est l'auteur d'un doublé le 28 avril 2012, lors d'une rencontre de championnat face au Racing de Santander. Il délivre également une passe décisive pour Imanol Agirretxe et contribue ainsi à la victoire de son équipe par trois buts à zéro.
Il marque un but lors de la dernière journée de la saison, le 12 mai 2012 face au Valence CF. Étant l'unique buteur de la partie, il donne donc la victoire à son équipe.
Sa saison est du même acabit que la précédente, il compte 8 buts et 4 passes décisives en 38 matches joués.

#### Saison 2012-2013
Après avoir prolongé son contrat professionnel jusqu'en 2016, Antoine Griezmann et son équipe perdent six matches sur les dix premiers de la saison 2012-2013, malgré son doublé lors de la 9e journée qui permet aux siens de ne pas perdre chez le promu Valladolid (2-2). Griezmann est victime d'une blessure qui l'éloigne des terrains pendant trois semaines alors que son équipe est au bord de la zone de relégation. Mais une série de 7 matches sans défaite (4 victoires et 3 nuls) entre la 11e et la 17e journée permet à la Sociedad de grimper de dix places et de finir l'année civile à 7e place. Pour la reprise de la compétition, le 6 janvier 2013 face au Real Madrid, Antoine Griezmann et les siens s'inclinent de justesse dans l'antre du géant madrilène (4-3).
Dès lors, la Real Sociedad d'Antoine Griezmann et de Philippe Montanier va entamer une série de 15 matches sans défaite dont 8 victoires et une victoire retentissante face au leader du FC Barcelone (3-2) et une autre face à l'Atlético de Madrid (0-1). Durant cette incroyable série, le no 7 s'offrira cinq réalisations, dont deux lors de la victoire contre le Valladolid, comme à l'aller (4-1) lors de la 28e journée. « La Ligue des Champions, c'est la petite musique, déclare-t-il à « Sud Ouest ». Je me suis souvent imaginé en train de la jouer en la regardant à la télé. Ce serait merveilleux d’y arriver avec mon club formateur. » Le « rêve » se réalise puisque la Real Sociedad se retrouve 4e et Griezmann lui offre les barrages de la Ligue des champions en marquant l'unique but du match lors de la 38e dernière journée contre La Corogne.
Durant cette saison, il devient le cinquième plus jeune joueur à atteindre la barre symbolique des cents matches joués en Liga. Il finit la saison sur un total de 35 matches, 11 buts et 5 passes décisives, soit sa meilleure saison en tant que joueur professionnel à ce moment.

#### Saison 2013-2014
Dès la saison suivante, Antoine Griezmann se fait remarquer lors du match contre l'Olympique lyonnais durant les barrages de Ligue des champions. Il marque d'une reprise de volée acrobatique à l'entrée de la surface lors du match aller (0-2) et offre une passe décisive à Carlos Vela au match retour (2-0), permettant à la Real Sociedad de gagner 4-0 sur l'ensemble des deux matches,.
Antoine Griezmann change de statut et devient la véritable star de son équipe, puisqu'après avoir ouvert son compteur face au FC Séville (1-1) lors de la 7e journée de Liga, il récidive lors de la 9e à Valence (1-2) avant de s'offrir deux doublés lors des deux journées suivantes contre Almería (3-0, 10e journée) puis le Real Valladolid une nouvelle fois (2-2, 11e journée). Il termine l'année 2013 avec les honneurs, malgré l'humiliation des six matches sans victoire en Ligue des champions, où la Real Sociedad termine 4e et dernière d'un groupe relevé avec Manchester United, le Bayer Leverkusen et le Chakhtar Donetsk. Lors de la première partie de saison, il marque 13 buts en 25 matches et, avec 18 réalisations durant l'année civile 2013, il arrive en tête des buteurs français en championnat. Ses performances font de lui un candidat crédible à l'équipe de France, à quelques mois de la Coupe du monde au Brésil.
Le 27 janvier 2014, il s'offre un doublé et une passe décisive contre Elche lors d'une victoire quatre à zéro. Un mois plus tard, contre Barcelone alors leader, il marque son 15e but en Liga et mène son équipe vers une victoire symbolique 3-1. Dans la foulée, il confirme à « Sud Ouest » avoir reçu une pré-convocation en équipe de France.
Quelques jours plus tard, il fait bien partie du groupe de l'équipe de France retenu par Didier Deschamps pour le match contre les Pays-Bas. Il dispute sa première sélection. Au terme d'une saison où il marque 20 buts et délivre cinq passes décisives en 50 matches, il est sélectionné pour la Coupe du monde 2014.

### Départ pour l'Atlético de Madrid: jouer les premiers rôles en Espagne et en Europe

#### Saison 2014-2015

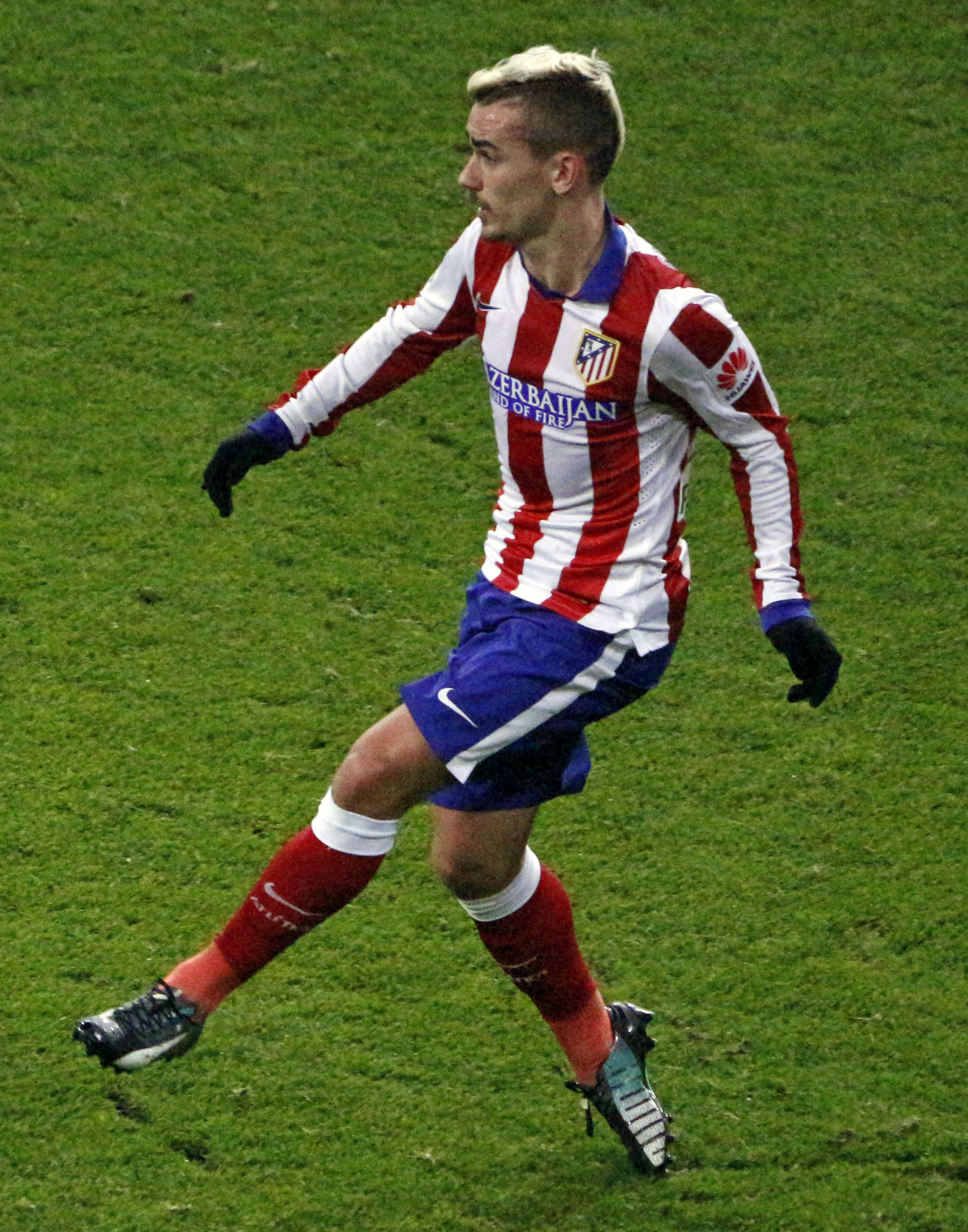
Antoine Griezmann avec l'Atlético de Madrid en 2015.

Le 27 juillet 2014, Antoine Griezmann s'engage avec le champion d'Espagne en titre, l'Atlético de Madrid, pour six ans et un montant estimé à 30 millions d'euros, soit le montant de sa clause libératoire. Il y conserve son numéro 7, libre depuis le départ d'Adrián. Il joue ses premiers matches avec l'Atlético de Madrid lors de la préparation d'avant-saison et adresse notamment une passe décisive à Héctor Hernández contre le VfL Wolfsburg. Par la suite, l'entraîneur Diego Simeone le lance très vite dans le bain, en le faisant jouer les deux matches de la Supercoupe d'Espagne. Il délivre sa première passe décisive officielle à Mario Mandžukić lors du match retour, qui permet aux Colchoneros de gagner le trophée (1-1 ; 1-0). Le 16 septembre 2014, il inscrit son premier but en Ligue des champions avec l'Atlético de Madrid, lors de la première journée face à l'Olympiakos, mais il n'empêche pas la défaite 3-2.
Le 1er novembre 2014, il marque ses deux premiers buts de la saison en championnat face au Córdoba CF lors de la 10e journée. Le 21 décembre 2014, lors du déplacement à Bilbao pour la 16e journée, Antoine Griezmann inscrit son premier triplé avec l'Atlético de Madrid, permettant aux siens de s'imposer 4-1 et de s'accrocher au podium.
Il commence la nouvelle année en signant un doublé le 3 janvier 2015 contre le Levante UD, en championnat. Il contribue ainsi à la victoire de son équipe sur le score final de 3-1.
Auteur de trois doublés consécutifs, Antoine Griezmann est élu dans l'équipe-type de la Liga du mois d'avril, aux côtés de Lionel Messi et Luis Suarez.
Sur le plan personnel, Antoine Griezmann réalise de loin sa meilleure saison, avec 25 buts marqués en 53 matches disputés, dont 22 en 37 apparitions en Liga, et avec son premier trophée à son palmarès, la Supercoupe d'Espagne 2014.

#### Saison 2015-2016

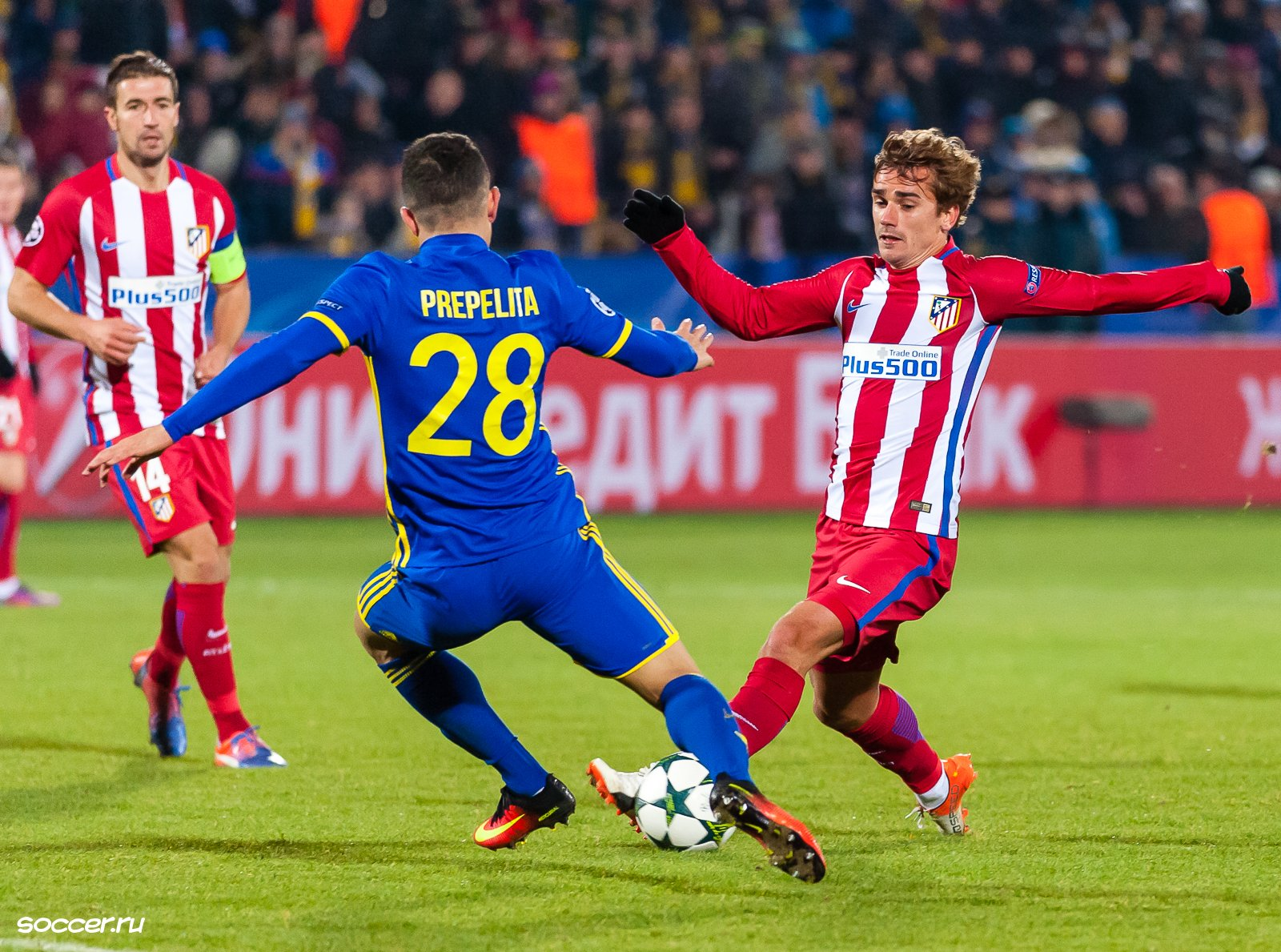
Antoine Griezmann avec l'Atlético de Madrid en 2016.

Après une excellente première saison, Antoine Griezmann devient indispensable dans son club. Pour commencer la saison 2015-2016, il inscrit le premier but de son équipe, contre Las Palmas sur coup franc (1-0). Le weekend suivant contre le FC Séville, lors de la 2e journée de Liga, Antoine Griezmann délivre deux passes décisives à destination de Koke puis de Jackson Martinez en fin de match (0-3). Après une défaite à domicile contre le FC Barcelone la journée suivante (1-2), Griezmann s'offre son premier doublé de la saison avec le déplacement à Galatasaray pour le premier match de Ligue des champions, permettant aux siens de bien se lancer dans la compétition reine (0-2). Lors de la 8e journée, il retrouve son club formateur de la Real Sociedad et prend de vitesse toute la défense adverse avant de piquer son ballon au-dessus du gardien pour ouvrir le score. But qu'il ne célèbre pas en marque de respect pour ses anciens supporters qui lui réserveront une ovation debout à sa sortie (0-2). Dès lors, l'Atlético de Madrid et Antoine Griezmann enchainent une impressionnante série de six victoires en sept matches lors desquels le Français trouve le chemin des filets à 4 reprises, dont trois en trois matches, confirmant ainsi son statut. Il est le joueur qui a marqué le plus de points pour son club parmi les équipes espagnoles qualifiées en Ligue des champions avec 14 points rapportés devant des joueurs comme Luis Suarez (12 points), Cristiano Ronaldo (8 points), Neymar (5 points) ou Lionel Messi (4 points). En Ligue des champions, il confirme également sa forme étincelante puisqu’après son doublé en Turquie, il récidive au retour et permet aux siens de se qualifier en 8e de finale de la compétition (2-0).

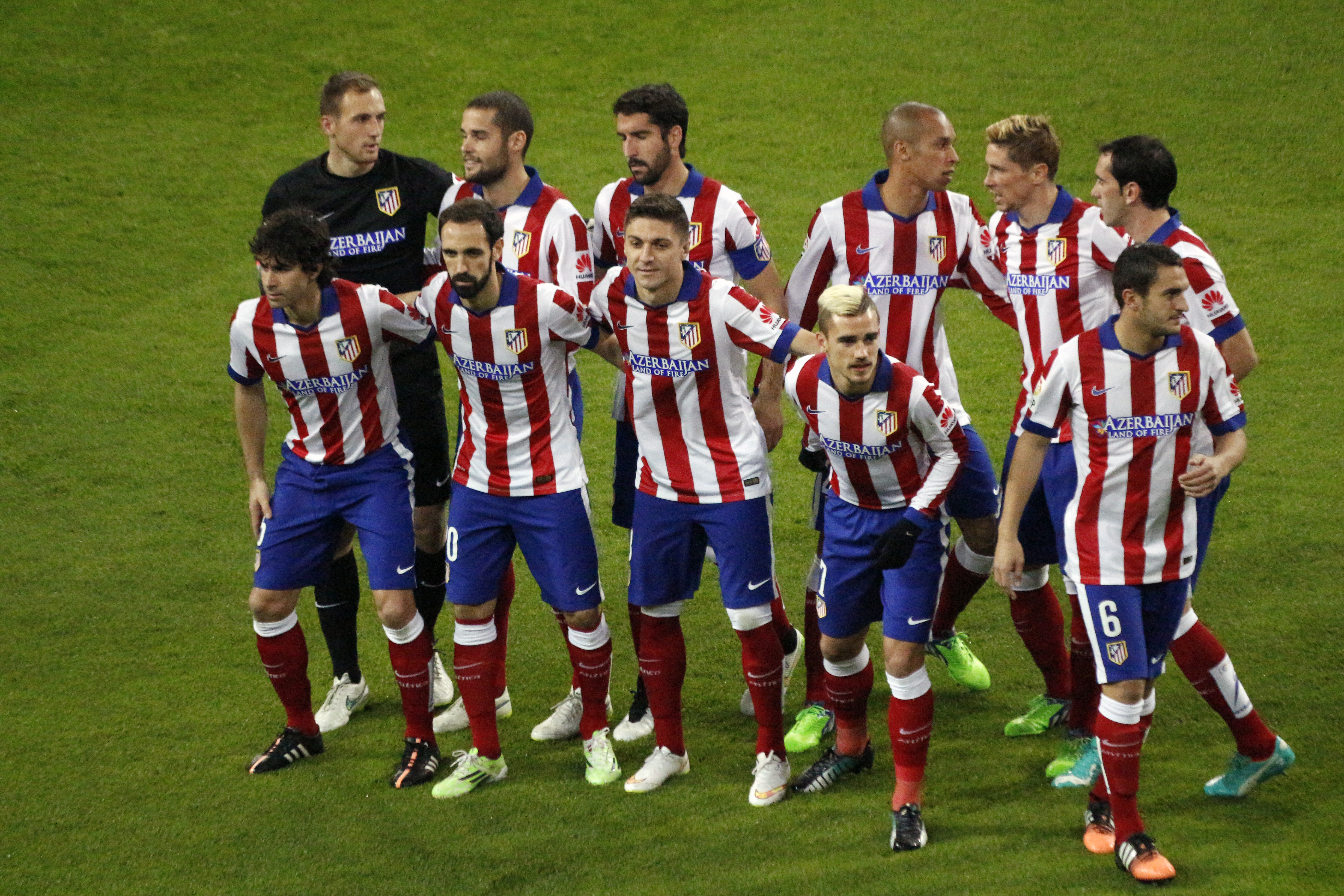
Antoine Griezmann lors de la Coupe du Roi avec les autres joueurs de l'Atlético de Madrid en 2015.

Muet face au but pendant un mois et demi, Antoine Griezmann inscrit le seul but du derby madrilène à Santiago Bernabeu, ce qui permet aux siens de l'emporter. Malgré un nouveau coup d'arrêt, Griezmann retrouve le chemin des filets et marque lors des cinq matches suivants dont un doublé contre le Betis Séville. Le 9 avril, Antoine Griezmann inscrit son 20e but de la saison contre l'Espanyol Barcelone et le dédicace à sa fille née la veille en suçant son pouce face à la caméra (3-1),. Quatre jours plus tard, et une semaine après la défaite au Camp Nou face au FC Barcelone en quart de finale aller de la Ligue des champions (2-1), Griezmann s'offre un doublé au retour pour éliminer le tenant du titre et envoyer les siens en demi-finales (2-0). Lors des demi-finales face au Bayern Munich, il marque l'unique but des siens à l'Allianz Arena et le club se qualifie pour la finale malgré la défaite grâce au but inscrit à l’extérieur. En finale de la Ligue des champions contre le Real Madrid à San Siro, il manque un penalty en début de deuxième mi-temps, propulsant le ballon sur la barre transversale. Dans la séance de tirs au but, il prend à contre pied Keylor Navas et marque, mais il n'empêchera pas la défaite de son équipe à la suite du penalty raté de Juanfran (1-1 ; 5-4 tab).
Malgré cette défaite en finale de la Coupe d'Europe, Antoine Griezmann réalise sa meilleure saison : il trouve le chemin des filets à 32 reprises en 54 matches dont 22 en 38 rencontres de Liga, terminant ainsi à la 6e place au classement des buteurs de la même Liga, et à la 5e place en Ligue des champions, où il marque 7 buts.

#### Saison 2016-2017

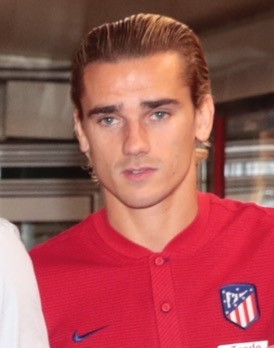
Antoine Griezmann lors d'une photo officielle avec l'Atlético de Madrid en 2017.

Malgré un championnat d'Europe réussi en étant meilleur buteur de la compétition, Griezmann ne confirme pas son statut de troisième meilleur joueur au Ballon d'or 2016. Il atteint la barre des six buts seulement à la mi-saison en Liga avec 842 minutes (du 2 octobre au 7 janvier) sans marquer un but. Il réalise un très mauvais match face au FC Barcelone lors de la 5e journée, marqua le match suivant face au Deportivo la Corogne (victoire 1-0 de l'Atletico) et encore une autre fois la journée suivante face à Valence, mais manque un penalty. Après le match contre Valence, Griezmann enchaîne 9 matches sans but en Liga. Sa première moitié de saison en Ligue des champions est correcte avec trois buts et deux passes décisives en 6 matches. Il ne participe pas au match de Coupe du Roi lors de la première partie de saison.
Cette première partie de saison est très décevante. Même si ses six buts marqués ne sont pas à minimiser, le manque de régularité et d'impact sur l'équipe, notamment face aux gros clubs, est considéré comme affolant,. Les six buts en question ont été marqués en cinq matchs sur un intervalle d'à peine 22 jours. Il a un passage à vide de 9 matches sans buts avec seulement trois passes décisives. La Ligue des champions sauve légèrement ce début de saison, mais son manque d'impact lors des matches fermés ou face à de grosses équipes est encore critiqué. On note seulement une passe décisive lors des deux matches face au Bayern Munich avec un pénalty raté.
Après la pause de mi-saison, Griezmann tente de relever la tête en marquant le second but sur un magnifique service de Kevin Gameiro lors de la victoire 2-0 de l'Atletico face à Eibar. Il ne marque pas le match suivant face au Betis Seville, mais se rattrape bien en sauvant le nul face à l'Athletic Bilbao sur une magnifique frappe lointaine (match nul de l'Atletico 2-2), il enchaîne deux matches sans buts puis marque le but victorieux face au Celta Vigo (victoire 3-2 de l'Atletico). Puis il continue avec une série de deux matches sans buts dont un face au FC Barcelone avant d'enchaîner quatre matches de suite en marquant,,,.
Puis deux matches sans but, encore, suivi de son premier but en Liga cette saison face à une grosse équipe lors du nul 1-1 face au Real Madrid, il marque son dernier but de la saison en Liga le match suivant lors de la victoire 0-1 face à l'Espanyol Barcelone, lors de la 33e journée. Il ne marque pas lors des 5 derniers matches soit 502 minutes sans réalisation. En Ligue des champions, il marque lors du match aller en 8e de finale face au Bayer Leverkusen (succès 2-4 de l'Atletico) et ses deux derniers buts dans cette compétition sont marqués sur pénalty sans qu'aucun ne soit provoqué par lui.
En Coupe du Roi, Griezmann est remarqué pour ses performances face au FC Barcelone,, avec 1 but et 1 passe décisive sur l'ensemble des deux matches. Malgré cela, Barcelone bat l'Atletico sur l'ensemble des deux matches (2-3 pour le FC Barcelone) et prive Griezmann d'une finale.
Malgré une deuxième partie de saison plus aboutie, Griezmann reste critiqué sur sa régularité puisque ses 16 buts sont marqués par intervalles et non pas régulièrement. L'autre point où il est critiqué cette saison est son manque d'impact lors des matches face aux grosses équipes. En Liga, Griezmann n'a marqué qu'un but face au Real Madrid et au FC Barcelone. Enfin, le dernier point est son nombre de buts par minute, il est l'un des plus élevés parmi les buteurs des cinq grands championnats cette saison, avec un ratio de un but toutes les 438,14 minutes, soit presque un but tous les cinq matches. Son statut de star n'est pas remis en cause à l'Atletico, il a récemment prolongé son contrat avec l'Atletico malgré un intérêt de Manchester United, il s'est d'ailleurs mis à dos plusieurs supporters de l'Atletico après avoir déclaré « qu'il y avait 6 chances sur 10 qu'il rejoigne Manchester United » dans une émission de télévision française.
En termes d'accomplissement collectif, Griezmann ne participe ni à la finale de la Ligue des champions, ni à celle de la Coupe du Roi, battu à chaque fois en demi-finale, par le Real Madrid en Ligue des champions et par le FC Barcelone en Coupe du Roy. Il termina 3e en Liga avec l'Atletico.
Il finit sixième meilleur buteur de la Liga avec 16 buts en 36 apparitions, 11e meilleur buteur de la Ligue des champions avec 6 buts et 2 passes décisives en 12 apparitions et 6e meilleur buteur de la Coupe du Roi avec 4 buts et 2 passes décisives en 5 apparitions, il finit tout de même avec une belle 8e place au classement des passes décisives en Liga avec 8 passes décisives (soit autant que Koke), aucune autre récompense personnelle significative ne lui est attribué.

#### Saison 2017-2018
La saison 2017-2018 de Griezmann à l'Atletico commence mal, en effet celle-ci débute le 19 août 2017 par un match à l'extérieur face à Gérone, où les Colchoneros sont menés 2-0 à la mi-temps à la suite d'un doublé éclair de Cristhian Stuani, et au cours duquel Griezmann reçoit un carton jaune pour simulation peu après l'heure de jeu, puis un carton rouge pour contestation dans la foulée,,. Cette exclusion empêche Griezmann de participer aux rencontres à l'extérieur qui opposent l'Atletico à Las Palmas (1-5), le 26 août, et à Valence (0-0) le 9 septembre. En effet, ses insultes proférées à l'égard de Juan Martínez Munuera (l'arbitre de la rencontre face à Gérone) lui ont valu deux matchs de suspension. Griezmann lui aurait vraisemblablement dit : « Eres un cagón » (que l'on pourrait traduire en français par « Tu es un trouillard »),.

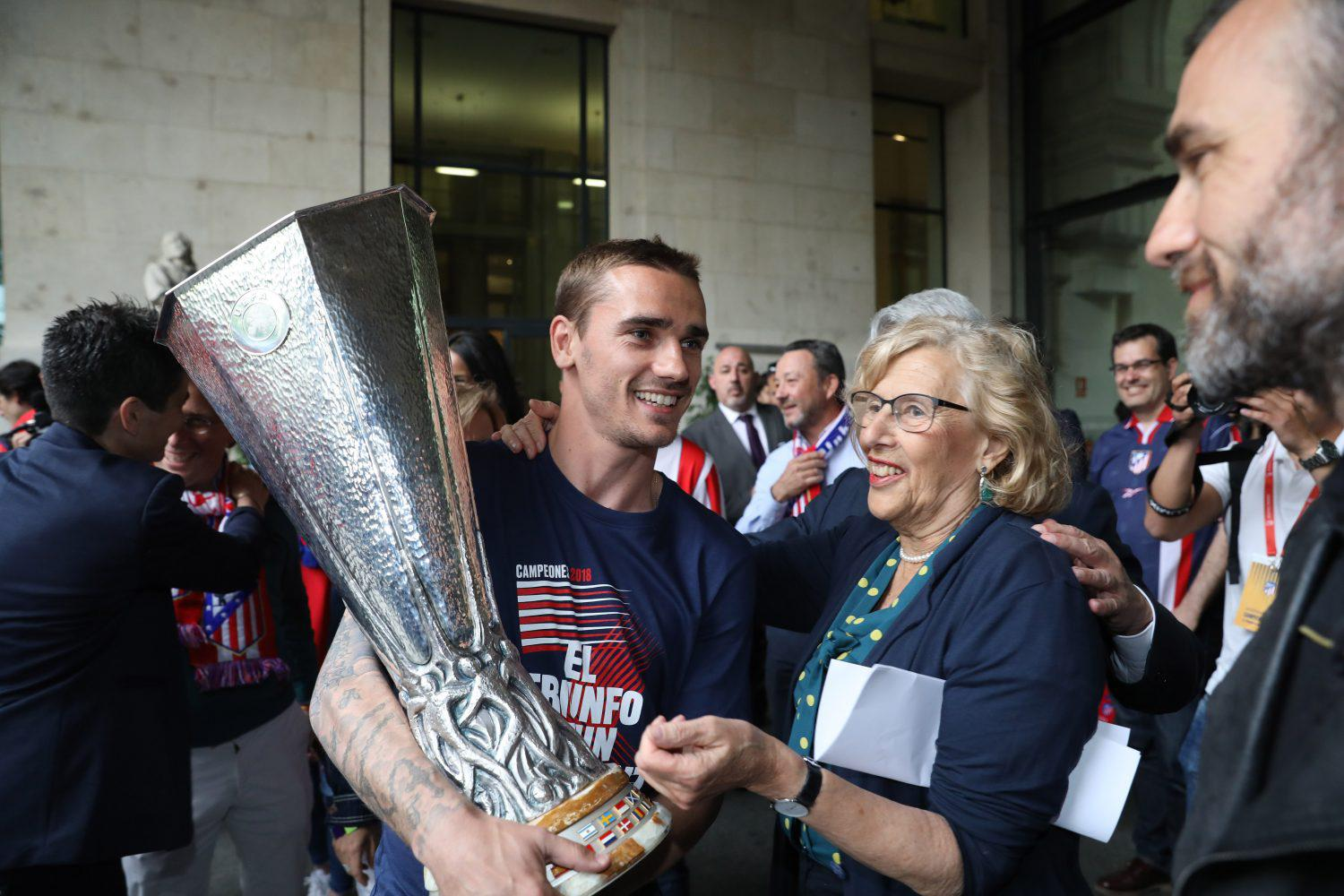
Antoine Griezmann avec le trophée de la Ligue Europa 2017-2018.

Le 16 septembre 2017, Griezmann dispute son premier match de la Liga depuis l'incident de Montilivi, il s'agit d'une rencontre à domicile face à Malaga, où il inscrit le but de la victoire (1-0), sur une passe décisive d'Ángel Correa.
En Ligue des champions, l'Atlético Madrid se trouve dans le groupe C et a pour adversaire la Roma, Chelsea et le Qarabağ FK. Sa première rencontre se solde par un match nul (0-0) à l'extérieur face à la Roma le 12 septembre 2017, Griezmann se heurtant notamment à la solidité d'Alisson, le gardien des gialorossi. Le match suivant, à domicile cette-fois, et face à Chelsea, se solde par une défaite (1-2), en dépit d'un penalty, tiré par Griezmann, qui avait permis à l'Atlético de s'imposer 1-0 en première mi-temps. Malgré une victoire à domicile face à la Roma (2-0), au cours de laquelle Griezmann a ouvert le score, avant de creuser l'écart en adressant une passe décisive à Kevin Gameiro, l'Atlético ne parvient pas à se qualifier pour la phase finale de la Ligue des champions 2017-2018. La faute notamment à deux matchs nuls face au Qarabağ FK, (au cours desquels Griezmann ne brille pas particulièrement), et à un match retour face à Chelsea, qui se solde lui aussi par un nul (1-1), à la suite d'un cruel contre son camp de Stefan Savić. Néanmoins, en étant troisième du groupe C, l'Atlético Madrid se voit repêcher en seizièmes de finale de la Ligue Europa 2017-2018.
Pendant ce temps-là, Antoine Griezmann poursuit son bonhomme de chemin en Liga, où il réalise des performances plutôt poussives, à l'exception d'un match à l'extérieur face à Levante, remporté sur le score fleuve de cinq buts à 0, grâce notamment à un doublé et une passe décisive d'Antoine Griezmann, le tout réalisé en moins de neuf minutes. À la mi-saison (vingtième journée du championnat), Griezmann n'a inscrit « que » six buts en Liga, ce qui le place loin de Lionel Messi (19 buts à ce moment-là du championnat) et de Iago Aspas (12 buts) et des Uruguayens Luis Suarez (15 buts), Maxi Gómez et Cristhian Stuani (10 buts). Néanmoins ce statut est à relativiser fortement, puisque Cristiano Ronaldo n'a lui aussi marqué que six buts en championnat à l'issue de la vingtième journée, hors les deux hommes s'illustreront davantage par leur performance au niveau européen (en Ligue des champions pour Ronaldo et en Ligue Europa pour Griezmann).
Le mois de février 2018 voit finalement Antoine Griezmann exploser en Liga, puisqu'il réalise deux hat-tricks en l'espace de trois jours : le premier est un triplé face à Séville (à l'époque cinquième du championnat), lors d'un match à l'extérieur (2-5) disputé le 25 février, le second est un quadruplé face à Leganés, lors d'un match à domicile (4-0) disputé le 28 février. Ces performances valent à Griezmann d'être élu joueur du mois du Championnat d'Espagne de football pour la cinquième fois. Après cet exploit, Griezmann continue de réaliser d'assez bonnes performances en Liga, et termine sixième meilleur buteur du championnat 2017-2018 avec 19 réalisations, et septième meilleur passeur avec 9 passes décisives.
En Ligue Europa, Griezmann participe à l'ascension de son équipe vers la finale, sans pour autant être décisif lors des seizièmes et huitièmes de finale, puisque les premières rencontres face à Copenhague,et au Lokomotiv Moscou, sont aisément remportées. Néanmoins en marquant le deuxième but à domicile face au Sporting Portugal (2-0), Griezmann évite à son équipe d'aller en prolongations lors du match retour, perdu 1-0 à Lisbonne. Décisif, Griezmann l'est une nouvelle fois en demi-finale face à Arsenal, alors que son équipe joue à dix contre onze à la suite de l'exclusion de Šime Vrsaljko en début de match, il inscrit le but de l'égalisation (1-1) dans l'Emirates Stadium (le stade des Gunners), ce qui donne une avance considérable à son équipe pour le match retour puisque les buts marqués à l'extérieur comptent double. Un 0-0 à l'Estadio Metropolitano suffirait alors à aller en finale. Finalement l'Atlético entre en finale par la grande porte, en battant Arsenal 1-0 à domicile, sur un but de Diego Costa, aidé d'une passe décisive de Griezmann. Mais c'est en finale de la Ligue Europa, le 16 mai 2018, au parc OL, que Griezmann se révèle être au sommet de son art, puisqu'il inscrit un doublé face à l'Olympique de Marseille, qui contribue largement à la victoire de son équipe (3-0), qui remporte la troisième Ligue Europa de son histoire et la première depuis 2012.

#### Saison 2018-2019
La reprise d'Antoine Griezmann commence le 11 août 2018 par un match d'International Champions Cup contre l'Inter, où il entre sur le terrain en remplacement d'Ángel Correa à la 63e minute, mais ne parvient pas à éviter la défaite de son équipe (0-1), à la suite d'un but de Lautaro Martínez en début de première période. Quatre jours plus tard, il prend part à la Supercoupe de l'UEFA 2018 (une compétition de pré-saison qui oppose le vainqueur de la Ligue des champions 2017-2018, à savoir le Real Madrid à celui de la Ligue Europa 2017-2018), qu'il remporte avec son club de l'Atlético Madrid, sans toutefois s'être particulièrement illustré au cours du match (il est même remplacé par Ángel Correa peu avant l'heure de jeu), comme la plupart des internationaux français ayant pris part à la rencontre (Raphaël Varane pour le Real, Lucas Hernandez et Thomas Lemar pour l'Atlético), sans doute pas encore complètement remis de la Coupe du monde 2018.
Sa saison 2018-2019 est la moins prolifique en Liga avec l'Atlético: il n'inscrit que 15 buts en 36 matchs de championnat. À l'image de Lionel Messi, le Français se découvre une certaine passion pour les coups francs, il en transforme trois en championnat, dont un puissant coup de canon dans la lucarne du Celta Vigo le 13 avril 2019, qu'il célèbre en suçant son pouce, référence à la naissance de son fils Amaro quelques jours plus tôt. En Ligue des champions, l'Atlético, vainqueur de la Ligue Europa, est rapidement annoncé comme faisant partie des favoris, la finale se jouant au Wanda Metropolitano. Opposés à la Juventus de Turin en huitièmes de finale, les coéquipiers de Griezmann battent les Bianconeri 2-0 au match aller, mais c'est sans compter sur Cristiano Ronaldo qui pulvérise les Madrilènes au match retour en inscrivant un triplé (3-0).
Le 14 mai 2019, il s'adresse aux supporters dans une vidéo pour annoncer qu'il quitte l'Atlético de Madrid à la fin de la saison, après cinq années sous le maillot des Colchoneros.

### Transfert au FC Barcelone: dans l'ombre de Lionel Messi

#### Saison 2019-2020
Le 11 juillet 2019, il est annoncé que le FC Barcelone a payé à l'Atlético Madrid la clause libératoire de 120 millions d'euros d'Antoine Griezmann. Il s'engage avec le club catalan jusqu'en 2024.
Il joue son premier match sous ses nouvelles couleurs le 16 août 2019 face à l'Athletic Bilbao, lors de la première journée de la saison 2019-2020. Il est titulaire et Barcelone s'incline (1-0). Lors de la journée suivante, le 25 août 2019, il marque un doublé face au Bétis Séville à l'occasion de son premier match au Camp Nou. Il s'agit de ses deux premiers buts pour le FC Barcelone. Sa prestation permet à son équipe de remporter la victoire (5-2). Il délivre sa première passe décisive lors de la 4e journée pour Suarez sur le dernier but de la victoire du club catalan (5-2).
En Ligue des champions, le Barça finit 1er de son groupe, pourtant très relevé avec l'Inter Milan et Dortmund, Griezmann peine à trouver son meilleur niveau cela se traduit également par ses statistiques : un seul but marqué en poule contre Dortmund d'une frappe du gauche sur une passe en profondeur de Messi. L'équipe catalane déçoit beaucoup dans le jeu et est déjà battu trois fois en Liga en douze journée, l'entraineur Ernesto Valverde est donc renvoyé en janvier après une nouvelle défaite cette fois en demi-finale de Supercoupe d'Espagne contre l'Atlético (2-3) avec malgré tout un but de Griezmann. Bien qu'il ait du mal à trouver sa place dans le système catalan, son positionnement notamment pose question, il garde la confiance du nouvel entraîneur Quique Setién. En Copa, alors que son équipe est menée par l'équipe d'Ibiza de 2e division, il met deux buts qui qualifie Barcelone au tour suivant. Il remarquera en huitième de finale contre Leganés lors de la victoire 5-0 du Barça. Au mois de février, il marque son deuxième but de la saison en Ligue des champions pendant le match nul contre Naples (1-1) en huitième de finale aller de Ligue des champions qui permet à Barcelone d'aborder le match retour en position favorable. Alors que le championnat est arrêté, le 11 mars 2020, en raison de la pandémie de Covid-19, vingt-sept journées ont pu être joué et le FC Barcelone bien que peu flamboyant et plongé dans une crise sportive et administrative est leader du championnat, Griezmann, qui marque de manière trop inconstante, n'a pu inscrire que 8 buts et délivrer 4 passes décisives.
Trois mois plus tard, le 11 mai 2020, le championnat reprend, le Barça perd la tête de la Liga et finit 2e à 5 points du Réal Madrid, champion. Lors des 11 derniers matchs de la saison disputés à huis clos, Griezmann enchaine deux matchs sur le banc dont un contre son ancien club l'Atlético où il ne joue qu'une seule minute, ce qui désole son ancien entraineur Diego Simeone. Sur cette dernière partie de saison, il ne marque qu'un seul but : contre Villarreal juste avant la mi-temps sur une passe de Messi. Il finit donc la saison de Liga avec seulement 9 buts et 4 passes décisives, sa pire saison sur le plan comptable depuis 7 ans. Après avoir battu le Napoli (3-1) au match retour du huitième de finale de la Ligue des champions, Griezmann et le Barça se qualifient pour le « Final 8 » qui se déroule à Lisbonne. Le Bayern se dresse alors face au FC Barcelone en quart de finale : menés 4-1 à la mi-temps, et malgré l'entrée de Griezmann, les Barcelonais subissent une défaite historique (8-2) avec une défense à côté de la plaque, une attaque cadenassée et un entraîneur sans idées, ils sortent terrassés et la tête plus que basse de la compétition européenne. Pour sa première saison à Barcelone, l'équipe ne remporte aucun trophée, fait très rare dans le club barcelonais. Griezmann inscrit 15 buts toute compétitions confondues, ce qui en fait le 3e meilleur buteur de la saison pour son club derrière Messi et Suarez. Il peine cependant à développer son jeu, pas forcément aidé par l'arrêt de 3 mois causé par la pandémie ainsi que la crise administrative que traverse le club avec le BarçaGate, mais également polluée par des rumeurs de la presse française accusant Messi de le boycotter.

#### Saison 2020-2021

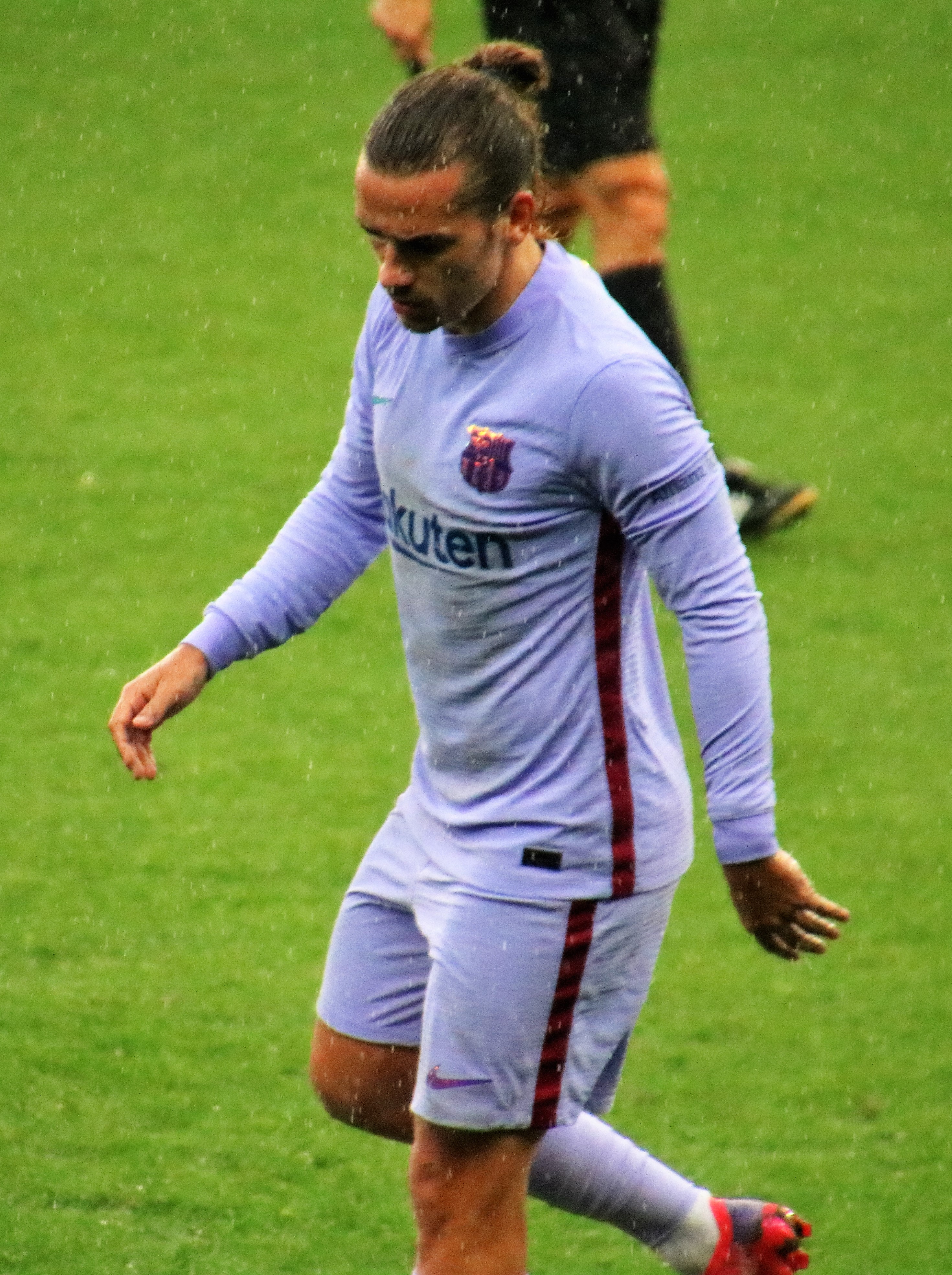
Antoine Griezmann avec le FC Barcelone en 2021.

Griezmann commence sa deuxième saison avec les blaugranas en tant que titulaire sous les ordres du nouvel entraineur Ronald Koeman, avec le départ de Suarez pour l'Atletico de Madrid, Griezmann est avec Messi le fer de lance de l'attaque catalane. Seulement malgré le fait qu'il soit davantage impliqué dans le jeu, Griezmann a du mal devant le but, ainsi sur les quatre premières journée de championnat il ne marque pas. Il ne joue pas le premier match de Ligue des Champions et assiste à la victoire de son club contre Ferencvaros (5-1). Pour le premier choc de la saison contre le grand rival, le Real Madrid, il débute sur le banc et rentre seulement pour les 10 dernières minutes, le Barça perd le match (3-1 à domicile) et est alors à 5 points de la première place occupée par la surprise Grenade. Griezmann marque le premier but de sa saison début novembre contre Alavès, malgré tous ce but ne permet pas à son équipe de l'emporter (1-1). Il récidive le match suivant contre le Bétis Séville dans un match où il aura manqué le cadre à de nombreuses reprises, manquant un pénalty en première mi-temps, au retour du vestiaire il marque grâce à une inspiration géniale de Messi, au cours de cette victoire (5-2) il délivre aussi sa première passe décisive de la saison pour Ousmane Dembélé.
Fin novembre il accorde une interview pour Movistar dans laquelle il clarifie sa situation au Barça, son temps d'adaptation ou encore son entente avec Messi, mettant ainsi fin a de nombreuses rumeurs. Barcelone est alors 13e de Liga et compte déjà 3 défaites. Au lendemain de la diffusion de son interview Griezmann inscrit son premier but en phases de groupes de Ligue des champions de la saison contre le Dynamo Kiev puis deux semaines plus tard il remarque contre l'équipe hongroise de Ferencvaros. Il marque un but exceptionnel d'une reprise de volée hors de la surface lors de la victoire (4-0) contre Osasuna. La saison du français semble alors lancée. Seulement il ne marque pas et ne délivre aucune passe décisive du mois de décembre et finit l'année 2020 de triste manière.
Fin janvier, en Supercoupe d'Espagne, le FC Barcelone se qualifie en finale et affronte l'Athletic Bilbao. Griezmann inscrit un doublé, cela n'empêche pas la défaite de son équipe (3-2). Le Barca retrouve cependant petit à petit son football et les idées mises en place par l'entraîneur Koeman prennent forme, les blaugranas enchainent ainsi 19 matchs sans défaites en championnat. Griezmann marque de nombreux but et fait partie des joueurs les plus décisifs de 2021. Sur la scène européenne cela semble plus compliqué car après sa défaite contre la Juventus lors de la dernière journée de la phase de groupe, le Barca doit affronter le Paris Saint Germain, finaliste de l'édition précédente et favori de la compétition. En mars 2021, le Barça se fait donc logiquement éliminer en huitième de finale de ligue des champions par le Paris Saint Germain (4-1 à l'aller et 1-1 au match retour). Le Français est titulaire lors des deux rencontres mais ne parvient pas à trouver la marque.
En Coupe d'Espagne, Griezmann se fait particulièrement remarquer en étant décisif 7 fois en 6 matchs, notamment en inscrivant un doublé et deux passes décisives en quart de finale ou bien en délivrant la passe décisive permettant d'égaliser face au FC Seville (0-2 au match aller puis "remontada" au match retour avec une victoire 3-0). Le Barça se qualifie pour la finale de Copa et retrouve l'Athletic Bilbao, Griezmann ouvre le score en début de seconde période, un but de De Jong ainsi qu'un double de Messi permettent au Barça de remporter la finale de la Coupe d'Espagne en battant le club basque sur le score de 4-0. Griezmann remporte son premier trophée avec le club catalan.
La fin du championnat s'annonce palpitante, avec encore 3 équipes pouvant être champion, en avril, alors que le FC Barcelone est en passe de remporter son match 4-2 contre Getafe CF et les Catalans bénéficient d'un penalty. Lionel Messi, déjà auteur d'un doublé préfère laisser le Français tirer le penalty, qu'il transforme, plutôt que de marquer un triplé. Trois jours plus tard, le Barça s'impose lors d'un match crucial contre Villarreal CF 2 buts à 1 grâce à un doublé d'Antoine Griezmann. Le Barca qui a alors son destin entre les mains pour réaliser le doublé et être sacré champion va se saborder tout seul en enchainant les mauvaises performances (défaites contre Grenade et le Celta Vigo ou encore match nul contre Levante), l'ancien club de Griezmann, l'Atletico de Madrid en profite et finit champion. Griezmann inscrit son 13e but en championnat, le dernier but de la saison des Catalans, lors de la dernière journée, anecdotique, contre Eibar et une victoire 1-0.
La deuxième saison au FC Barcelone de Griezmann est bien meilleure que la première, d'un point de vue collectif déjà avec la victoire en Coupe d'Espagne. Mais aussi individuellement : le Français participe beaucoup au jeu et finit 2e meilleur buteur du club derrière Messi avec 20 buts toutes compétitions confondues, il délivre également 12 passes décisives soit autant que Messi et une de moins que Jordi Alba.

### Retour à l'Atlético de Madrid: star de l'équipe à nouveau

#### Saison 2021-2022
Le 1er septembre 2021, le prêt de Griezmann à l'Atlético de Madrid pour une saison est annoncé. Cette opération comprend également une option pour une saison supplémentaire ainsi qu'une clause pour un achat obligatoire au terme de cette seconde saison, estimée à 40 millions d'euros avec des bonus de 10 millions. Malgré une volonté du joueur de revenir à Madrid, les négociations se terminent le 31 août, dernier jour du mercato estival, et le prêt est rendu possible grâce au départ de Saúl Ñíguez pour Chelsea qui libère une place dans l'effectif madrilène. Le départ de Griezmann libère lui-même une place permettant à Barcelone d'acquérir Luuk de Jong. Le joueur porte le no 8. En championnat, Griezmann se montre très discret lors des premières journées, cependant, il ouvre son compteur but en ligue des champions face au Milan AC, toujours dans la même compétition, il inscrit un doublé face à Liverpool malgré la défaite des siens (3-2) avant de se faire expulser en fin de match. Le 28 octobre 2021, Griezmann ouvre son compteur en Championnat d'Espagne de football 2021-2022 face à Levante Unión Deportiva mais le résultat termine sur un nul (2-2).
Blessé à la cuisse droite en décembre 2021, il rechute dès son match de reprise en janvier 2022. Il reprend la compétition le 23 février. Griezmann termine cette saison avec 8 buts et 7 passes décisives en 36 rencontres disputées, soit ses statistiques les plus basses depuis 10 saisons.

#### Saison 2022-2023
Pour sa deuxième saison de prêt à l'Atlético de Madrid, Antoine Griezmann, malgré sa saison précédente décevante, est considéré en début de saison comme un titulaire par son entraîneur Diego Simeone. Il commence pourtant sur le banc les premières rencontres de Liga. L'explication avancée à cette situation ne serait pas sportive mais due à une clause du prêt payant de 2021 prévoyant un paiement de 40 millions d'euros par l'Atlético de Madrid au FC Barcelone si Griezmann joue au moins 45 minutes dans 50% des matches pour lesquels il est disponible. La situation se régularise en octobre 2022, Griezmann est transféré à l'Atlético et signe un contrat avec le club jusqu'en 2026.
Une fois ce contrat signé, la situation de Griezmann évolue positivement. Régulièrement sifflé par les supporters madrilènes depuis son retour de Barcelone, Griezmann s'excuse publiquement auprès d'eux et est ensuite ovationné le 18 octobre lors du match contre le Rayo Vallecano. Sur le terrain, il redevient titulaire et son influence dans le jeu de l'Atlético est alors comparable à sa période pré-barcelonaise. Le 23 octobre, Griezmann inscrit un doublé face au Betis Séville et devient ainsi le 3e meilleur buteur de l'histoire de l'Atletico Madrid, avec 147 réalisations sous les couleurs rojiblancos. Cette saison marque pour Griezmann une évolution de sa situation sur le terrain. Évoluant davantage en tant que milieu offensif, dans un rôle similaire à celui occupé en équipe de France lors de la Coupe du monde 2022, il est davantage impliqué dans les tâches défensives et la construction du jeu plutôt que dans la finition et est libre de ses déplacements. Moins buteur, mais plus passeur, il fait partie des joueurs les plus impliqués dans les buts de sa formation et est considéré comme l'un voire le meilleur joueur de la saison en championnat.

#### Saison 2023-2024
Convoité par l'Arabie saoudite, Griezmann reste à l'Atlético de Madrid pour la saison 2023-2024 et se fixe pour objectif de succéder à Luis Aragonés en tant que meilleur buteur de l'histoire du club. Son bilan de onze réalisations sur les quinze premiers matchs constitue son meilleur démarrage de saison en carrière. Le 25 novembre, il inscrit son 170e but avec l'Atlético lors d'une victoire 1-0 contre le RCD Majorque et devient le deuxième meilleur buteur du club derrière Aragonés mais devant Adrián Escudero. Le 19 décembre, il inscrit un doublé contre Getafe et rejoint Aragonés. Il le dépasse le 10 janvier après avoir inscrit un but lors de la demi-finale de Supercoupe d'Espagne perdue 5-3 contre le Real Madrid. Antoine Griezmann est par ailleurs élu Joueur du mois de la Liga en novembre 2023.

#### Saison 2024-2025
Pour la saison 2024-2025, Griezmann débute avec une passe décisive dès le match d'ouverture de la saison de Liga face au Villarreal CF. La semaine suivante, il inscrit un but et une passe décisive face au Girona FC. Après deux matchs sans résultats, le Français est de nouveau buteur lors d'une nouvelle victoire (3-0) face au Valence CF. Après un doublé face au Séville FC, il est applaudi par tout le stade, y compris par les supporters adverses pour sa performance.
Il se distingue en Ligue des champions en réalisant un doublé contre le ŠK Slovan Bratislava. Avec ses deux buts il contribue à la victoire de son équipe par trois buts à un. Griezmann forme un tandem offensif avec la recrue Julián Álvarez qui se révèle prolifique. Le Français se révèle performant en automne mais est moins en vue à partir de février. Ses statistiques en Liga, où il n'inscrit qu'un but et ne réalise qu'une passe décisive entre le 8 décembre et le 6 avril, confirment cette baisse de forme. En mars 2025, il devient le joueur non Espagnol ayant disputé le plus de rencontres de Liga, dépassant ainsi Lionel Messi.
En juin, alors qu'Antoine Griezmann est en fin de contrat avec l'Atlético de Madrid et que des rumeurs de départ du joueur pour l'Arabie saoudite ou encore les États-Unis circulent, il paraphe une extension de contrat de deux années supplémentaires avec les Colchoneros, soit jusqu'un juin 2027.

## Carrière internationale

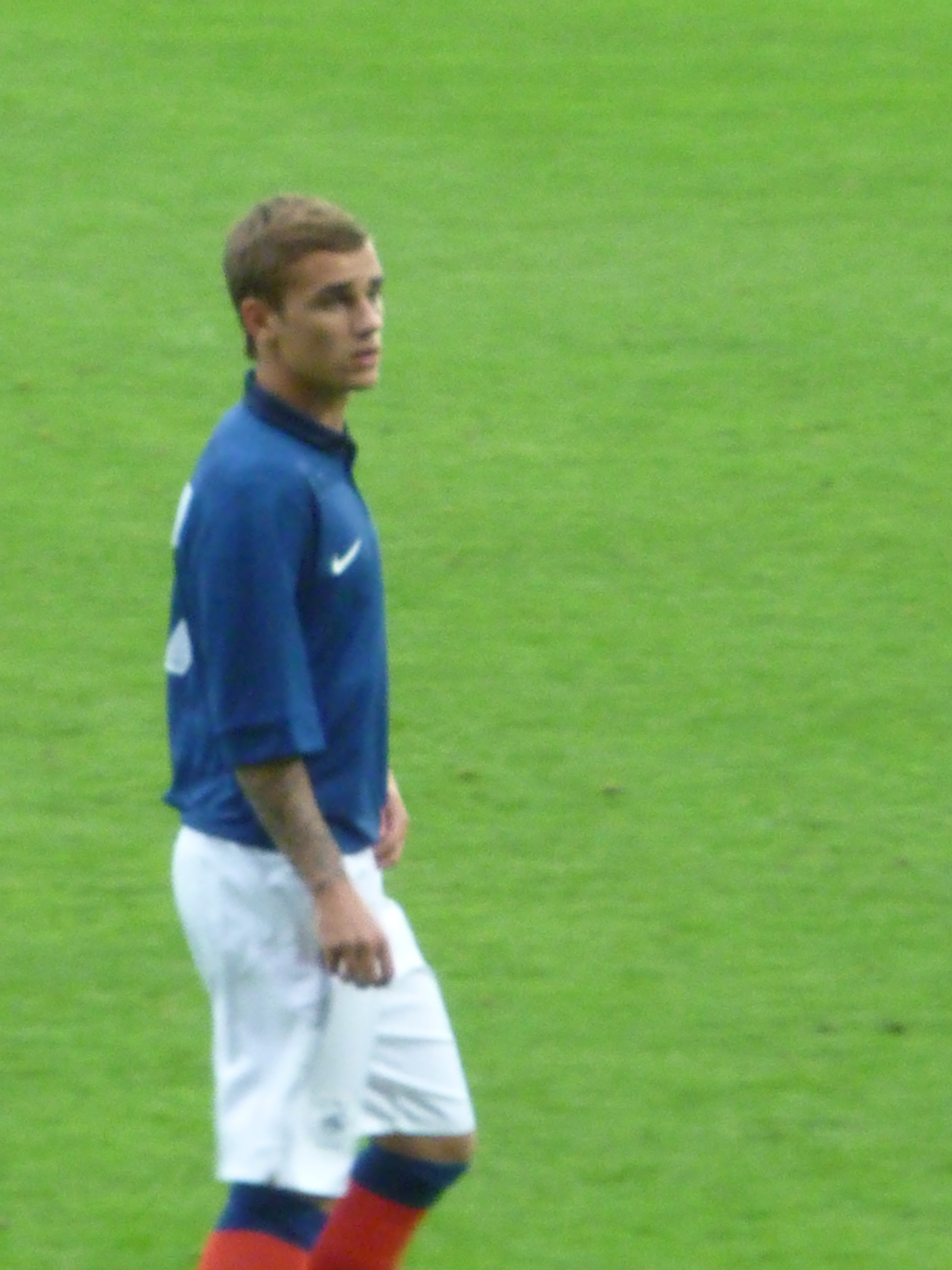
Antoine Griezmann avec les Bleuets en 2011.

### Avec les jeunes
En juillet 2010, il est sélectionné dans l'équipe de France des moins de 19 ans par Francis Smerecki pour l'Euro, qu'il gagne au terme d'une victoire 2-1 contre l'Espagne. En novembre de la même année, il fait ses débuts en Espoirs face à la Russie, qui se solde par une défaite 0-1. Antoine Griezmann prendra encore plus d'ampleur lors de la campagne de qualifications pour l'Euro espoirs 2013, où il inscrit 3 buts en 5 matches, mais ne pourra éviter l'élimination des siens en barrages face à la Norvège, qui fera grand bruit (1-0 ; 5-3). Lors de la trêve hivernale de la saison 2012-2013, il est convoqué par la commission de discipline de la fédération française de football en compagnie de Yann M'Vila, Chris Mavinga, Wissam Ben Yedder et M'Baye Niang, après une virée nocturne faite trois jours avant le match décisif contre la Norvège. Un match perdu 5-3 entraînant la non-qualification de l'équipe à l'Euro espoir 2013. Il est suspendu de toute sélection en équipe nationale jusqu'en janvier 2014.

### Avec lesBleus

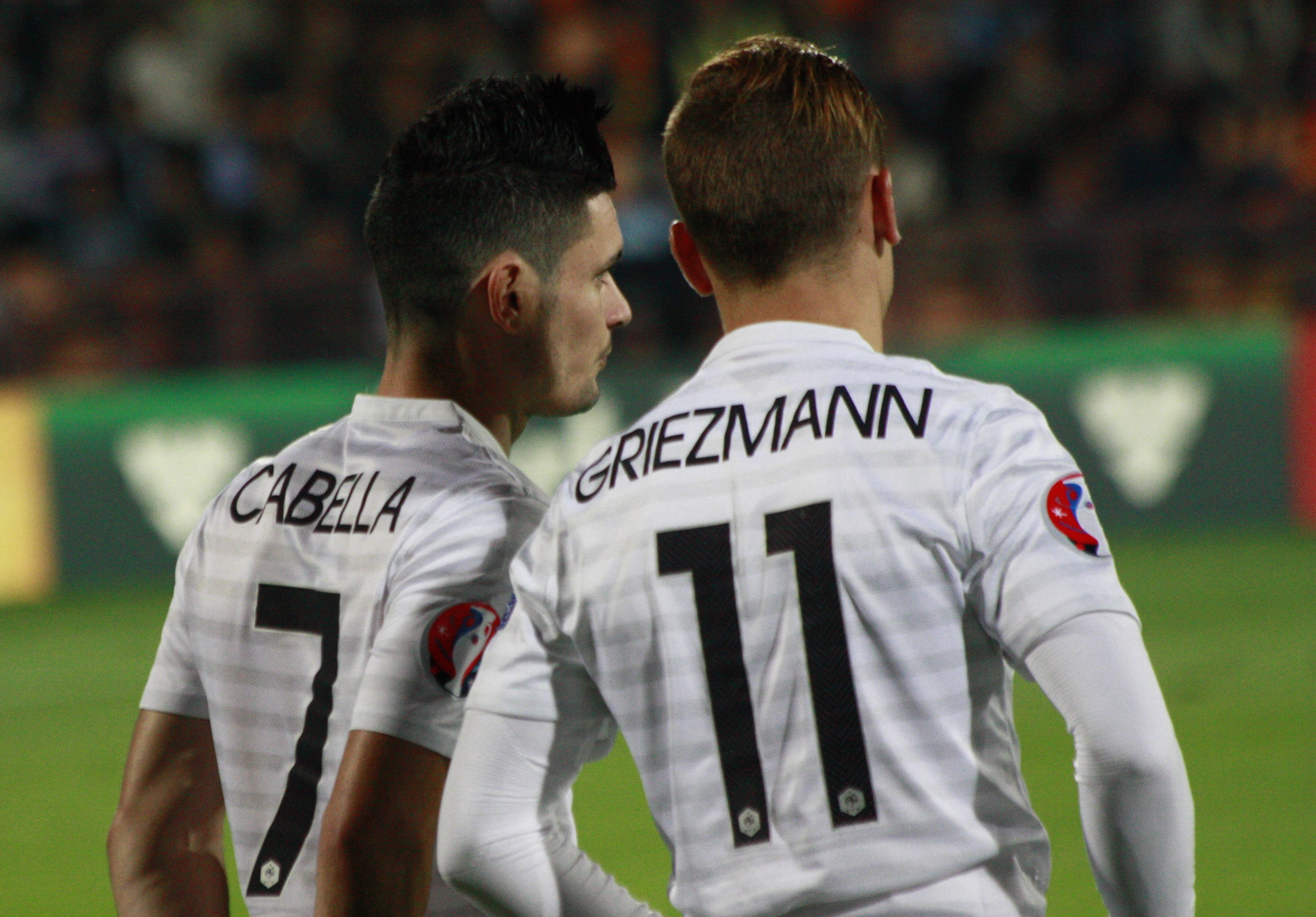
Antoine Griezmann et Rémy Cabella en discussion lors d'un match face à l'Arménie en 2014.

Fin février 2014, un mois après la levée de sa sanction, et alors qu'il aurait aussi la possibilité de jouer pour le Portugal, il est appelé pour la première fois en équipe de France par Didier Deschamps pour le match contre les Pays-Bas où il connait sa première titularisation (2-0). Avec les Bleus, il détient le record du nombre de matchs consécutifs joués, soit 84 sélections entre août 2017 et novembre 2023.

#### Coupe du monde 2014 au Brésil
Auteur d'une bonne saison avec son club de la Real Sociedad, Griezmann est appelé par Didier Deschamps pour faire partie de la liste des 23 Français qui s'envolent pour la Coupe du monde au Brésil. Il s'illustre lors des matches de préparation pour la Coupe du monde en marquant ses trois premiers buts en deux matches, le premier contre le Paraguay (1-1) avant d'inscrire un doublé contre la Jamaïque (8-0) le 8 juin 2014. Griezmann joue ainsi son premier match en compétition officielle avec la France lors du mondial brésilien, le 16 juin 2014, face au Honduras. Lors du festival offensif contre la Suisse, il n'entre en jeu qu'en fin de match et retrouve sa place de titulaire lors du dernier match contre l'Équateur. En huitièmes de finale face au Nigeria, il n'entre en jeu que pour la dernière demi-heure et participe à la victoire des siens deux buts à zéro, en provoquant le contre son camp de Joseph Yobo (qui sous la pression de l'avant-centre français, pousse maladroitement le ballon dans les cages de Vincent Enyeama, sans que Griezmann n'ait réussi à le toucher,) dans le temps additionnel de la rencontre pour le deuxième but français. La compétition s'arrête pour lui et l'équipe de France en quart de finale face à l'Allemagne, défaite 1-0.
Finalement, Griezmann joue tous les matches, mais ne marque aucun but et n'adresse aucune passe décisive. Cependant, sa combativité et son impact sur l'équipe sont relevés,. Il réalise une coupe du monde prometteuse, ce qui lui permet d'obtenir une place de titulaire avec les Bleus, sachant que Franck Ribéry jouant au même poste prend sa retraite internationale.

#### Euro 2016 en France

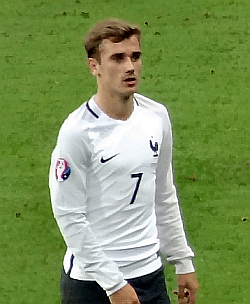
Antoine Griezmann avec les Bleus le 19 juin 2016 face à la Suisse lors de l'Euro 2016.

Griezmann fait partie de la liste des 23 joueurs français sélectionnés pour disputer l'Euro 2016. Il est considéré comme le leader d'attaque des Bleus à l'aube de la compétition. Sa saison en club s'étant finie tardivement en raison de la finale de la Ligue des champions, il aborde l'Euro fatigué. Lors du match d'ouverture contre la Roumanie, Griezmann, positionné sur l'aile droite, ne parvient pas à faire la différence et est remplacé avant d'assister à la victoire des siens en toute fin de match (2-1). Il est remplaçant contre l'Albanie, mais entre en jeu et parvient à délivrer les siens grâce à une reprise de la tête sur un centre d'Adil Rami à la 90e minute avant un second but dans le temps additionnel de Dimitri Payet et la France se qualifie pour les 8e de finale (2-0). Lors du match pour la première place du groupe face à la Suisse, Griezmann retrouve une place de titulaire. Ce match nul permet à la France de terminer en tête du groupe A (0-0).
Durant le huitième de finale contre l'Irlande où les Français sont menés très rapidement, il est repositionné ailier droit en second attaquant derrière Olivier Giroud en début de deuxième mi-temps et inscrit un doublé en trois minutes lors de cette période qui offre la victoire (2-1) et la qualification aux siens. Il est élu homme du match,. En quart de finale contre la surprenante équipe d'Islande, Griezmann, qui évolue désormais en soutien de Giroud, se met en évidence en offrant une passe décisive à Paul Pogba sur corner puis une autre à Dimitri Payet avant d'inscrire le quatrième but d'un ballon piqué au-dessus du gardien pour rejoindre les champions du monde allemands en demi-finale (5-2). Griezmann ouvre le score sur penalty juste avant la mi-temps face à l'Allemagne en demi-finale avant de profiter d'un ballon mal repoussé de Manuel Neuer pour doubler la mise et qualifier les siens pour la finale en étant logiquement élu homme du match de nouveau (0-2). En finale face au Portugal, la France s'incline lors de la prolongation. Griezmann, qui termine meilleur buteur avec six réalisations, perd une deuxième finale majeure en un mois et demi après celle de Ligue des champions. Par contre, après cette finale, il a occupé le deuxième rang dans la liste des meilleurs buteurs français dans l'histoire des Championnats d'Europe, Michel Platini restant le leader.
Au lendemain de la finale, il est désigné par l'UEFA comme meilleur joueur du tournoi.

#### Coupe du monde 2018 en Russie

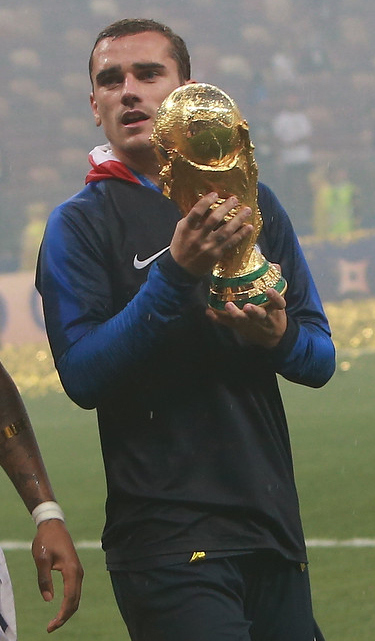
Antoine Griezmann avec le trophée de la Coupe du monde, le 15 juillet 2018 à Moscou.

Bien qu'il effectue, comme toute l'équipe de France, un début de compétition laborieux, Antoine Griezmann se montre tout au long du tournoi particulièrement efficace sur les coups de pied arrêtés, avec notamment 100% de réussite sur les penalties : le premier but face à l'Australie au premier tour, sur une faute qu'il a lui-même obtenue, l'ouverture du score contre l'Argentine en huitièmes de finale, et le deuxième but français en finale face à la Croatie. Il se montre également redoutable sur les corners et les coups francs, déposant le ballon sur la tête de Raphael Varane au point de penalty d'un coup franc tiré de la droite pour l'ouverture du score en quarts de finale devant l'Uruguay, puis sur celle de Samuel Umtiti au premier poteau, sur corner, pour le but de la victoire française sur la Belgique en demi-finale. De ce succès pour une place en finale par 1-0, il dira sur une table de massage «  On n’a pas joué comme l’Atlético ? C’est l’Atlético, gros ! Tous derrière, on resserre les lignes, un but sur coup de pied arrêté et on ferme la maison, gros. Ça, c’est les victoires que je kiffe. ». C'est également grâce à un coup franc remarquablement tiré qu'il obtient le premier but français en finale, son tir étant dévié de la tête par Mario Mandžukić qui marque contre son camp au bout de 18 minutes. Son seul but dans le jeu est marqué face à l'Uruguay en quart de finale, sur une passe de Corentin Tolisso et un tir flottant que le gardien Fernando Muslera ne parvient pas à capter, commettant une faute de main. Il n'a pas célébré son but par respect pour Diego Godín et José María Giménez, coéquipiers à l'Atlético de Madrid et amis dans la vie.

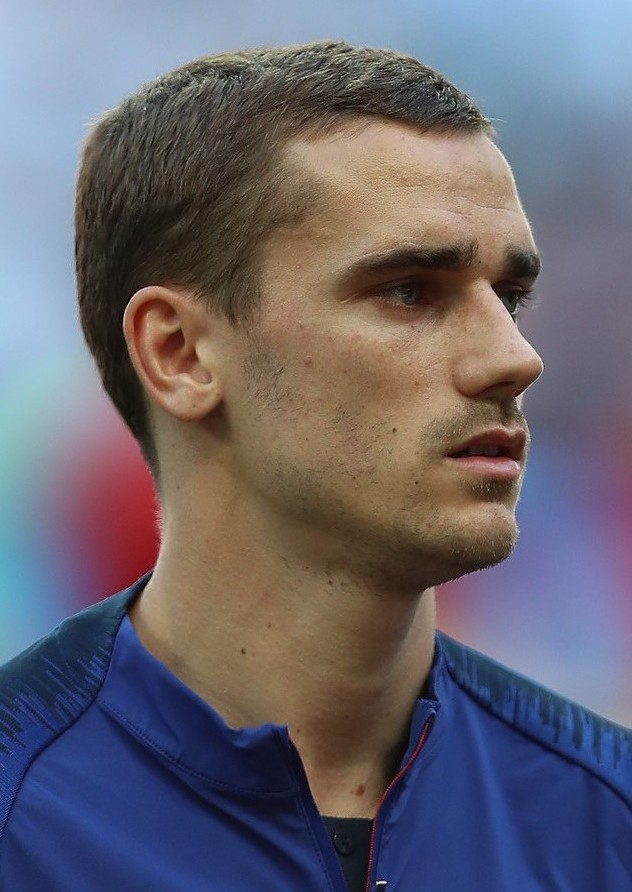
Antoine Griezmann lors du match France-Argentine en 8Ème de finale de Coupe du monde 2018.

C'est en finale face à la Croatie le 15 juillet 2018 au Stade Loujniki de Moscou qu'Antoine Griezmann donne sa pleine mesure. Très actif sur le front de l'attaque, il est présent sur trois des quatre buts français : son coup franc de la 18e minute, son penalty de la 38e minute après avoir tiré un corner touché de la main par Ivan Perisic, et sa remise après un jongle dans la surface pour Paul Pogba qui marque le troisième but français à la 59e minute. La France remporte sa deuxième étoile après celle obtenue en 1998 en s'imposant 4-2, et Griezmann est élu « homme du match ». Il totalise quatre buts dans cette Coupe du monde, autant que Kylian Mbappé, Romelu Lukaku, Cristiano Ronaldo et Denis Cheryshev ce qui les place tous au deuxième rang des buteurs derrière Harry Kane (6 buts). Il est également désigné par la FIFA troisième meilleur joueur de la compétition, partageant ce podium avec Luka Modrić et Eden Hazard. Le vendredi 20 juillet, il est fêté par plus de 8000 personnes dans sa ville natale, Mâcon. On attribue souvent, par ailleurs à la génération de 25 ans de moyenne d'âge qui a remporté le trophée mondial 2018 le qualificatif de « Génération Griezmann »,,, comme il y a eu une « Génération Zidane » (1994–2006), une « Génération Platini » (1976–1987) ou encore une « Génération Kopa » (1952–1962).

#### Ligue des nations 2018-2019
Le 6 septembre 2018, une nouvelle compétition internationale européenne est lancée : la Ligue des nations de l'UEFA. La France, placée dans le groupe 1 de la Ligue A, affronte l'Allemagne à l'Allianz Arena lors de son premier match, mais la rencontre se solde par un score nul et vierge. Lors du match retour, au Stade de France, le 16 octobre, Antoine Griezmann réalise un doublé (un but dans le jeu et un sur penalty) qui permet à son équipe (menée un but à zero à la mi-temps) de remporter la rencontre (2-1), réitérant par là sa performance des demi-finales de l'Euro 2016.

#### Ligue des nations 2020-2021
Titulaire contre la Suède le 5 septembre 2020, il rate un penalty en fin de match, son troisième d'affilée en sélection, mais les Bleus s'imposent 1-0. Trois jours plus tard, en inscrivant son 31e but avec les Bleus contre la Croatie (victoire 4-2), Antoine Griezmann devient le cinquième meilleur buteur de l'histoire de l'équipe de France, à égalité avec Zinédine Zidane. Puis le 7 octobre 2020, il marque son 32° en bleu lors de la victoire contre l'Ukraine (7-1) en match amical. Il devient donc, seul, le cinquième meilleur buteur de l'équipe de France devant Zinédine Zidane.
Le 24 mars 2021, lors du premier match des Bleus dans le cadre des éliminatoires du Mondial 2022, il ouvre le score contre l'Ukraine d'une frappe enroulée. C'est son 34e but en Bleu et il rejoint David Trezeguet à la quatrième place des meilleurs buteurs de l'équipe de France.
Le France se qualifie pour le « Final Four » de la compétition, disputée au mois d'octobre en Italie, et bat la Belgique 3-2 en demi-finale, avant de remporter le titre 2-1 en finale face à l'Espagne. À cette occasion, Antoine Griezmann devient le neuvième international français è compter 100 sélections.

#### Éliminatoires de la Coupe du monde 2022

Antoine Griezmann lors d'un match face à l'Ukraine pour la qualification à la Coupe du monde 2022.

Après le match nul 1-1 face à l'Ukraine, dans le groupe D des éliminatoires zone Europe de la Coupe du monde de 2022 les Bleus sont à Noursoultan le 28 mars 2021 pour affronter le Kazakhstan. A cette occasion, Antoine Griezmann joue pour la 45e fois consécutive en équipe de France. C'est un nouveau record, puisqu'il dépasse Patrick Vieira qui avait joué 44 rencontres de suite entre 1999 et 2002. Trois jours plus tard, il est de nouveau titulaire et unique buteur de la rencontre face à la Bosnie-Herzégovine. Il permet ainsi à l'équipe de France de prendre la première place de son groupe d'éliminatoire. Le 7 septembre à Lyon pour le sixième match éliminatoire des Bleus dans le groupe D, Antoine Griezmann honore sa 98e sélection et inscrit un doublé pour une victoire 2-0 face à la Finlande ; il atteint ainsi le total de buts de Michel Platini (41), au troisième rang des buteurs français, derrière Olivier Giroud (46 buts en 110 sélections) et Thierry Henry (51 buts en 123 sélections).

#### Championnat d'Europe 2020
Après une victoire 1-0 face à l'Allemagne pour l'entrée des Bleus dans la phase de poules de l'Euro 2020 où il se fait remarquer pour son activité défensive, son équipe concède un match nul 1-1 face à la Hongrie à Budapest le 19 juin 2021. Menée au score, c'est Antoine Griezmann qui égalise à l'heure de jeu. Il dispute à cette occasion son 50e match consécutif avec le maillot de l'équipe de France.
En huitièmes de finale, Griezmann et les Bleus, sont éliminés aux tirs au but par la Suisse après avoir mené 3-1 à dix minutes de la fin du temps règlementaire avant d'être rejoints 3-3. Il aura marqué un but durant ce tournoi.

#### Ligue des nations 2022-2023
À l'occasion de la dernière rencontre de la phase de groupes de la Ligue des nations où l'équipe de France se déplace au Danemark, Antoine Griezmann est pour la première fois capitaine de la sélection au début de la rencontre, en l'absence sur le terrain d'Hugo Lloris et de Raphaël Varane. Le Danemark l'emporte 2-0, la France termine troisième de son groupe et est éliminée.

#### Coupe du monde 2022 au Qatar
Antoine Griezmann fait partie de la liste des joueurs retenus pour disputer la Coupe du monde au Qatar. Titulaire lors du premier match face à l'Australie (4-1), Griezmann aborde cette compétition avec un positionnement plus défensif que par le passé. Il est principalement milieu relayeur droit, ce qui ne l'empêche pas par séquences d'évoluer du côté gauche du terrain ainsi qu'en soutien d'Olivier Giroud. Lors du quart de finale remporté contre l'Angleterre (2-1), avec une 28e réalisation, Griezmann devient le nouveau détenteur du record de passes décisives en équipe de France, dépassant le record détenu par Thierry Henry. Performant sur l'ensemble des matchs avant la finale contre l'Argentine au point d'être envisagé comme potentiel meilleur joueur de la compétition, Griezmann ne l'est pas lors de cette rencontre, d'après les statistiques, son taux de passes réussies est le plus faible de la Coupe du monde. Il est remplacé à la 71e minute du match par Kingsley Coman alors que la France est menée 2-0. Après avoir comblé son retard lors du temps réglementaire (2-2), le score est de 3-3 à la fin des prolongations, la France est battue par l'Argentine à l'issue des tirs au but (4-2).

#### Championnat d'Europe 2024 en Allemagne
En mars 2023, à la suite de la retraite internationale d'Hugo Lloris, Didier Deschamps décide de nommer Kylian Mbappé capitaine de l'équipe de France. Bien qu'il soit plus expérimenté, il n'a pas été choisi par son sélectionneur. Antoine Griezmann serait le vice-capitaine des Bleus. L’attaquant de l’Atlético de Madrid a ouvert la marque contre les Pays-Bas après seulement 1 minute et 55 secondes de jeu au Stade de France. Il n’avait plus marqué chez les Bleus depuis novembre 2021 (16 matches de disette), a permis à l’équipe de France d’entamer ses qualifications pour l’Euro 2024 en Allemagne de la meilleure des manières.
Griezmann, blessé à une cheville, est forfait pour le rassemblement de mars 2024. Cette absence met fin à une série de 84 matchs consécutifs disputés par le joueur entre août 2017 et novembre 2023, ce qui constitue un record en équipe de France. En mai 2024, il figure dans une liste de 25 joueurs appelés par Didier Deschamps pour l'Euro 2024.

#### Fin de carrière internationale
Le 30 septembre 2024, à travers une vidéo publiée sur ses différents comptes de réseautage social, Antoine Griezmann annonce la fin de sa carrière internationale à l'âge de 33 ans,.
« Aujourd'hui, c'est avec une profonde émotion que je vous annonce ma retraite en tant que joueur de l'équipe de France. Après 10 années incroyables, marquées par des défis, des succès et des moments inoubliables, il est temps pour moi de tourner une page et de laisser place à la nouvelle génération » déclare-t-il,.
Sa retraite fait suite à celles d'autres champions du monde 2018 : Hugo Lloris, Steve Mandanda, Raphaël Varane et Olivier Giroud,.
Didier Deschamps, le sélectionneur des Bleus, réagit à cette annonce : « Antoine était et restera un monument du football français, l'un des plus grands joueurs de son histoire. On a souvent dit qu'Antoine était mon chouchou. Nous avions effectivement noué une relation très forte, qui restera intacte »,. « 10 ans de bons et loyaux services. Merci pour le velours, merci pour la passion, merci pour les souvenirs » indique quant à elle l'équipe de France de football sur son compte officiel,. Guy Stéphan, l'adjoint de longue date de Didier Deschamps, s'exprime également sur cette annonce : « Antoine, c'est un talent au service du collectif, un joueur généreux dans l'effort. (...) C'est aussi un guerrier sur le terrain. Un gagneur »,.

## Statistiques

### Statistiques détaillées
Le tableau ci-dessous présente les statistiques en carrière de joueur d'Antoine Griezmann,.
| Saison                | Club                      | Championnat           | Championnat | Championnat | Championnat | Coupe(s) nationale(s) | Coupe(s) nationale(s) | Coupe(s) nationale(s) | Supercoupe | Supercoupe | Supercoupe | Compétition(s) continentale(s) | Compétition(s) continentale(s) | Compétition(s) continentale(s) | Compétition(s) continentale(s) | Supercoupe UEFA | Supercoupe UEFA | Supercoupe UEFA | Coupe du monde des clubs | Coupe du monde des clubs | Coupe du monde des clubs | Total | Total | Total |
| Saison                | Club                      | Division              | M.          | B.          | P.d.        | M.                    | B.                    | P.d.                  | M.         | B.         | P.d.       | Comp.                          | M.                             | B.                             | P.d.                           | M.              | B.              | P.d.            | M.                       | B.                       | P.d.                     | M.    | B.    | P.d.  |
| 2009-2010             | Real Sociedad             | Liga Adelante         | 39          | 6           | 5           | 1                     | 0                     | 0                     | -          | -          | -          | -                              | -                              | -                              | -                              | -               | -               | -               | -                        | -                        | -                        | 40    | 6     | 5     |
| 2010-2011             | Real Sociedad             | Liga                  | 37          | 7           | 1           | 2                     | 0                     | 1                     | -          | -          | -          | -                              | -                              | -                              | -                              | -               | -               | -               | -                        | -                        | -                        | 39    | 7     | 2     |
| 2011-2012             | Real Sociedad             | Liga                  | 35          | 7           | 4           | 3                     | 1                     | 0                     | -          | -          | -          | -                              | -                              | -                              | -                              | -               | -               | -               | -                        | -                        | -                        | 38    | 8     | 4     |
| 2012-2013             | Real Sociedad             | Liga                  | 34          | 10          | 3           | 1                     | 1                     | 0                     | -          | -          | -          | -                              | -                              | -                              | -                              | -               | -               | -               | -                        | -                        | -                        | 35    | 11    | 3     |
| 2013-2014             | Real Sociedad             | Liga                  | 35          | 16          | 3           | 7                     | 3                     | 0                     | -          | -          | -          | C1                             | 8                              | 1                              | 1                              | -               | -               | -               | -                        | -                        | -                        | 50    | 20    | 4     |
| Sous-total            | Sous-total                | Sous-total            | 180         | 46          | 16          | 14                    | 5                     | 1                     | -          | -          | -          | -                              | 8                              | 1                              | 1                              | -               | -               | -               | -                        | -                        | -                        | 202   | 52    | 18    |
| 2014-2015             | Atlético de Madrid        | Liga                  | 37          | 22          | 1           | 5                     | 1                     | 2                     | 2          | 0          | 1          | C1                             | 9                              | 2                              | 0                              | -               | -               | -               | -                        | -                        | -                        | 53    | 25    | 4     |
| 2015-2016             | Atlético de Madrid        | Liga                  | 38          | 22          | 5           | 3                     | 3                     | 0                     | -          | -          | -          | C1                             | 13                             | 7                              | 1                              | -               | -               | -               | -                        | -                        | -                        | 54    | 32    | 6     |
| 2016-2017             | Atlético de Madrid        | Liga                  | 36          | 16          | 8           | 5                     | 4                     | 2                     | -          | -          | -          | C1                             | 12                             | 6                              | 2                              | -               | -               | -               | -                        | -                        | -                        | 53    | 26    | 12    |
| 2017-2018             | Atlético de Madrid        | Liga                  | 32          | 19          | 9           | 3                     | 2                     | 0                     | -          | -          | -          | C1+C3                          | 6+8                            | 2+6                            | 2+3                            | -               | -               | -               | -                        | -                        | -                        | 49    | 29    | 14    |
| 2018-2019             | Atlético de Madrid        | Liga                  | 37          | 15          | 9           | 2                     | 2                     | 1                     | -          | -          | -          | C1                             | 8                              | 4                              | 2                              | 1               | 0               | 0               | -                        | -                        | -                        | 48    | 21    | 12    |
| Sous-total            | Sous-total                | Sous-total            | 180         | 94          | 32          | 18                    | 12                    | 5                     | 2          | 0          | 1          | -                              | 56                             | 27                             | 10                             | 1               | 0               | 0               | -                        | -                        | -                        | 257   | 133   | 48    |
| 2019-2020             | FC Barcelone              | Liga                  | 35          | 9           | 4           | 3                     | 3                     | 0                     | 1          | 1          | 0          | C1                             | 9                              | 2                              | 0                              | -               | -               | -               | -                        | -                        | -                        | 48    | 15    | 4     |
| 2020-2021             | FC Barcelone              | Liga                  | 36          | 13          | 7           | 6                     | 3                     | 4                     | 2          | 2          | 1          | C1                             | 7                              | 2                              | 0                              | -               | -               | -               | -                        | -                        | -                        | 51    | 20    | 12    |
| 2021-2022             | FC Barcelone              | Liga                  | 3           | 0           | 0           | -                     | -                     | -                     | -          | -          | -          | C1                             | -                              | -                              | -                              | -               | -               | -               | -                        | -                        | -                        | 3     | 0     | 0     |
| Sous-total            | Sous-total                | Sous-total            | 74          | 22          | 11          | 9                     | 6                     | 4                     | 3          | 3          | 1          | -                              | 16                             | 4                              | 0                              | -               | -               | -               | -                        | -                        | -                        | 102   | 35    | 16    |
| 2021-2022             | Atlético de Madrid (prêt) | Liga                  | 26          | 3           | 4           | 1                     | 1                     | 0                     | -          | -          | -          | C1                             | 9                              | 4                              | 2                              | -               | -               | -               | -                        | -                        | -                        | 36    | 8     | 6     |
| 2022-2023             | Atlético de Madrid (prêt) | Liga                  | 38          | 15          | 16          | 4                     | 0                     | 1                     | -          | -          | -          | C1                             | 6                              | 1                              | 1                              | -               | -               | -               | -                        | -                        | -                        | 48    | 16    | 18    |
| 2023-2024             | Atlético de Madrid        | Liga                  | 33          | 16          | 6           | 4                     | 1                     | 0                     | 1          | 1          | 1          | C1                             | 10                             | 6                              | 1                              | -               | -               | -               | -                        | -                        | -                        | 48    | 24    | 8     |
| 2024-2025             | Atlético de Madrid        | Liga                  | 38          | 8           | 7           | 5                     | 2                     | 0                     | -          | -          | -          | C1                             | 10                             | 6                              | 3                              | -               | -               | -               | 3                        | 1                        | 0                        | 56    | 17    | 10    |
| 2025-2026             | Atlético de Madrid        | Liga                  | 1           | 0           | 0           | -                     | -                     | -                     | -          | -          | -          | -                              | -                              | -                              | -                              | -               | -               | -               | -                        | -                        | -                        | 1     | 0     | 0     |
| Sous-total            | Sous-total                | Sous-total            | 136         | 42          | 33          | 14                    | 4                     | 1                     | 1          | 1          | 1          | -                              | 35                             | 17                             | 7                              | -               | -               | -               | 3                        | 1                        | 0                        | 189   | 65    | 42    |
| Total sur la carrière | Total sur la carrière     | Total sur la carrière | 570         | 204         | 92          | 55                    | 27                    | 11                    | 6          | 4          | 3          | -                              | 115                            | 49                             | 18                             | 1               | 0               | 0               | 3                        | 1                        | 0                        | 750   | 285   | 124   |

### En sélection nationale
| Saison                | Sélection             | Phases finales              | Phases finales | Phases finales | Phases finales | Éliminatoires | Éliminatoires | Éliminatoires | Ligue Nations | Ligue Nations | Ligue Nations | Matchs amicaux | Matchs amicaux | Matchs amicaux | Total | Total | Total |
| Saison                | Sélection             | Compétition                 | M              | B              | Pd             | M             | B             | Pd            | M             | B             | Pd            | M              | B              | Pd             | M     | B     | Pd    |
| --------------------- | --------------------- | --------------------------- | -------------- | -------------- | -------------- | ------------- | ------------- | ------------- | ------------- | ------------- | ------------- | -------------- | -------------- | -------------- | ----- | ----- | ----- |
| 2013-2014             | France                | Coupe du monde 2014         | 5              | 0              | 0              | -             | -             | -             | -             | -             | -             | 4              | 3              | 0              | 9     | 3     | 0     |
| 2014-2015             | France                | -                           | -              | -              | -              | -             | -             | -             | -             | -             | -             | 9              | 2              | 1              | 9     | 2     | 1     |
| 2015-2016             | France                | Euro 2016                   | 7              | 6              | 2              | -             | -             | -             | -             | -             | -             | 9              | 2              | 3              | 16    | 8     | 5     |
| 2016-2017             | France                | -                           | -              | -              | -              | 6             | 2             | 2             | -             | -             | -             | 3              | 1              | 0              | 9     | 3     | 2     |
| 2017-2018             | France                | Coupe du monde 2018         | 7              | 4              | 2              | 4             | 2             | 3             | -             | -             | -             | 7              | 2              | 0              | 18    | 8     | 5     |
| 2018-2019             | France                | -                           | -              | -              | -              | 4             | 2             | 3             | 4             | 2             | 0             | 3              | 1              | 1              | 11    | 5     | 4     |
| 2019-2020             | France                | -                           | -              | -              | -              | 6             | 1             | 3             | -             | -             | -             | -              | -              | -              | 6     | 1     | 3     |
| 2020-2021             | France                | Euro 2020                   | 4              | 1              | 0              | 3             | 2             | 0             | 6             | 2             | 1             | 4              | 3              | 0              | 17    | 8     | 1     |
| 2021-2022             | France                | Ligue des nations 2020-2021 | 2              | 0              | 0              | 5             | 4             | 1             | 4             | 0             | 0             | 2              | 0              | 2              | 13    | 4     | 3     |
| 2022-2023             | France                | Coupe du monde 2022         | 7              | 0              | 3              | 4             | 1             | 0             | 2             | 0             | 1             | -              | -              | -              | 13    | 1     | 4     |
| 2023-2024             | France                | Euro 2024                   | 6              | 0              | 0              | 4             | 0             | 1             | -             | -             | -             | 4              | 1              | 1              | 14    | 1     | 2     |
| 2024-2025             | France                | -                           | -              | -              | -              | -             | -             | -             | 2             | 0             | 0             | -              | -              | -              | 2     | 0     | 0     |
| Total sur la carrière | Total sur la carrière | Total sur la carrière       | 40             | 11             | 8              | 34            | 14            | 12            | 18            | 4             | 2             | 45             | 15             | 8              | 137   | 44    | 30    |

### Liste des matchs internationaux
| Matchs internationaux d'Antoine Griezmann | Matchs internationaux d'Antoine Griezmann | Matchs internationaux d'Antoine Griezmann             | Matchs internationaux d'Antoine Griezmann | Matchs internationaux d'Antoine Griezmann | Matchs internationaux d'Antoine Griezmann      | Matchs internationaux d'Antoine Griezmann                                                                              |
|                                           | Date                                      | Lieu                                                  | Adversaire                                | Résultat                                  | Compétition                                    | Notes |
| ----------------------------------------- | ----------------------------------------- | ----------------------------------------------------- | ----------------------------------------- | ----------------------------------------- | ---------------------------------------------- | --- |
| 1.                                        | 5 mars 2014                               | Stade de France, Saint-Denis, France                  | Pays-Bas                                  | 2 - 0                                     | Match amical                                   | Titulaire et remplacé par Loïc Rémy à la 68e minute de jeu.                                                            |
| 2.                                        | 27 mai 2014                               | Stade de France, Saint-Denis, France                  | Norvège                                   | 4 - 0                                     | Match amical                                   | Titulaire et remplacé par Loïc Rémy à la 64e minute de jeu.                                                            |
| 3.                                        | 1er juin 2014                             | Allianz Riviera, Nice, France                         | Paraguay                                  | 1 - 1                                     | Match amical                                   | Entre en jeu à la place de Loïc Rémy à la 64e minute de jeu.                                                           |
| 4.                                        | 8 juin 2014                               | Stade Pierre-Mauroy, Villeneuve-d'Ascq, France        | Jamaïque                                  | 8 - 0                                     | Match amical                                   | Entre en jeu à la place d'Olivier Giroud à la 71e minute de jeu.                                                       |
| 5.                                        | 15 juin 2014                              | Stade José-Pinheiro-Borda, Porto Alegre, Brésil       | Honduras                                  | 3 - 0                                     | Coupe du monde 2014                            | Titulaire. |
| 6.                                        | 20 juin 2014.                             | Itaipava Arena Fonte Nova, Salvador, Brésil           | Suisse                                    | 5 - 2                                     | Coupe du monde 2014                            | Entre en jeu à la place de Mathieu Valbuena à la 82e minute de jeu.                                                    |
| 7.                                        | 25 juin 2014                              | Stade Maracanã, Rio de Janeiro, Brésil                | Équateur                                  | 0 - 0                                     | Coupe du monde 2014                            | Titulaire et remplacé par Loïc Rémy à la 79e minute de jeu.                                                            |
| 8.                                        | 30 juin 2014                              | Stade Mané-Garrincha, Brasilia, Brésil                | Nigeria                                   | 2 - 0                                     | Coupe du monde 2014                            | Entre en jeu à la place d'Olivier Giroud à la 62 minute de jeu.                                                        |
| 9.                                        | 4 juillet 2014                            | Stade Maracanã, Rio de Janeiro, Brésil                | Allemagne                                 | 0 - 1                                     | Coupe du monde 2014                            | Titulaire. |
| 10.                                       | 4 septembre 2014                          | Stade de France, Saint-Denis, France                  | Espagne                                   | 1 - 0                                     | Match amical                                   | Titulaire et remplacé par Loïc Rémy à la 58e minute de jeu.                                                            |
| 11.                                       | 11 octobre 2014                           | Stade de France, Saint-Denis, France                  | Portugal                                  | 2 - 1                                     | Match amical                                   | Titulaire et remplacé par Morgan Schneiderlin à la 84e minute de jeu.                                                  |
| 12.                                       | 14 octobre 2014                           | Stade Hrazdan, Erevan, Arménie                        | Arménie                                   | 3 - 0                                     | Match amical                                   | Entre en jeu à la place de Dimitri Payet à la 60e minute de jeu.                                                       |
| 13.                                       | 14 novembre 2014                          | Stade de la route de Lorient, Rennes, France          | Albanie                                   | 1 - 1                                     | Match amical                                   | Entre en jeu à la place de Yohan Cabaye à la 59e minute de jeu.                                                        |
| 14.                                       | 18 novembre 2014                          | Stade Vélodrome, Marseille, France                    | Suède                                     | 1 - 0                                     | Match amical                                   | Titulaire. |
| 15.                                       | 26 mars 2015                              | Stade de France, Saint-Denis, France                  | Brésil                                    | 1 - 3                                     | Match amical                                   | Titulaire et remplacé par Nabil Fekir à la 74e minute de jeu.                                                          |
| 16.                                       | 29 mars 2015                              | Stade Geoffroy-Guichard, Saint-Étienne, France        | Danemark                                  | 2 - 0                                     | Match amical                                   | Titulaire et remplacé par Nabil Fekir à la 60e minute de jeu.                                                          |
| 17.                                       | 7 juin 2015                               | Stade de France, Saint-Denis, France                  | Belgique                                  | 3 - 4                                     | Match amical                                   | Titulaire et remplacé par Alexandre Lacazette à la 46e minute de jeu.                                                  |
| 18.                                       | 13 juin 2015                              | Elbasan Arena, Elbasan, Albanie                       | Albanie                                   | 1 - 0                                     | Match amical                                   | Titulaire et remplacé par Paul-Georges Ntep à la 59e minute de jeu.                                                    |
| 19.                                       | 4 septembre 2015                          | Stade José Alvalade XXI, Lisbonne, Portugal           | Portugal                                  | 1 - 0                                     | Match amical                                   | Entre en jeu à la place de Nabil Fekir à la 14e minute de jeu puis remplacé par Olivier Giroud à la 88e minute de jeu. |
| 20.                                       | 7 septembre 2015                          | Stade Matmut-Atlantique, Bordeaux, France             | Serbie                                    | 2 - 1                                     | Match amical                                   | Titulaire et remplacé par Moussa Sissoko à la 90e minute de jeu.                                                       |
| 21.                                       | 8 octobre 2015                            | Allianz Riviera, Nice, France                         | Arménie                                   | 4 - 0                                     | Match amical                                   | Titulaire et remplacé par Alexandre Lacazette à la 88e minute de jeu.                                                  |
| 22.                                       | 11 octobre 2015                           | Parken Stadium, Copenhague, Danemark                  | Danemark                                  | 1 - 2                                     | Match amical                                   | Titulaire et remplacé par Mathieu Valbuena à la 78e minute de jeu.                                                     |
| 23.                                       | 13 novembre 2015                          | Stade de France, Saint-Denis, France                  | Allemagne                                 | 2 - 0                                     | Match amical                                   | Titulaire et remplacé par Hatem Ben Arfa à la 80e minute de jeu.                                                       |
| 24.                                       | 17 novembre 2015                          | Stade de Wembley, Londres, Angleterre                 | Angleterre                                | 2 - 0                                     | Match amical                                   | Entre en jeu à la place d'Anthony Martial à la 67e minute de jeu.                                                      |
| 25.                                       | 25 mars 2016                              | Amsterdam ArenA, Amsterdam, Pays-Bas                  | Pays-Bas                                  | 1 - 2                                     | Match amical                                   | Titulaire et remplacé par Anthony Martial à la 46e minute de jeu.                                                      |
| 26.                                       | 29 mars 2016                              | Stade de France, Saint-Denis, France                  | Russie                                    | 4 - 2                                     | Match amical                                   | Titulaire et remplacé par Dimitri Payet à la 62e minute de jeu.                                                        |
| 27.                                       | 4 juin 2016                               | Stade Saint-Symphorien, Longeville-lès-Metz, France   | Écosse                                    | 3 - 0                                     | Match amical                                   | Entre en jeu à la place de Kingsley Coman à la 46e minute de jeu.                                                      |
| 28.                                       | 10 juin 2016                              | Stade de France, Saint-Denis, France                  | Roumanie                                  | 2 - 1                                     | Euro 2016                                      | Titulaire et remplacé par Kingsley Coman à la 66e minute de jeu.                                                       |
| 29.                                       | 15 juin 2016                              | Stade Vélodrome, Marseille, France                    | Albanie                                   | 2 - 0                                     | Euro 2016                                      | Entre en jeu à la place de Kingsley Coman à la 68e minute de jeu.                                                      |
| 30.                                       | 19 juin 2016                              | Stade Pierre-Mauroy, Villeneuve-d'Ascq, France        | Suisse                                    | 0 - 0                                     | Euro 2016                                      | Titulaire et remplacé par Blaise Matuidi à la 77e minute de jeu.                                                       |
| 31.                                       | 26 juin 2016                              | Parc Olympique lyonnais, Décines-Charpieu, France     | République d'Irlande                      | 2 - 1                                     | Euro 2016                                      | Titulaire. |
| 32.                                       | 3 juillet 2016                            | Stade de France, Saint-Denis, France                  | Islande                                   | 5 - 2                                     | Euro 2016                                      | Titulaire. |
| 33.                                       | 7 juillet 2016                            | Stade Vélodrome, Marseille, France                    | Allemagne                                 | 2 - 0                                     | Euro 2016                                      | Titulaire et remplacé par Yohan Cabaye à la 92e minute de jeu.                                                         |
| 34.                                       | 10 juillet 2016                           | Stade de France, Saint-Denis, France                  | Portugal                                  | 0 - 1                                     | Euro 2016                                      | Titulaire. |
| 35.                                       | 1er septembre 2016                        | Stade San Nicola, Bari, Italie                        | Italie                                    | 1 - 3                                     | Match amical                                   | Titulaire et remplacé par Ousmane Dembélé à la 62e minute de jeu.                                                      |
| 36.                                       | 6 septembre 2016                          | Borisov Arena, Borisov, Biélorussie                   | Biélorussie                               | 0 - 0                                     | Éliminatoires de la Coupe du monde 2018        | Titulaire. |
| 37.                                       | 7 octobre 2016                            | Stade de France, Saint-Denis, France                  | Bulgarie                                  | 4 - 1                                     | Éliminatoires de la Coupe du monde 2018        | Titulaire. |
| 38.                                       | 10 octobre 2016                           | Amsterdam ArenA, Amsterdam, Pays-Bas                  | Pays-Bas                                  | 0 - 1                                     | Éliminatoires de la Coupe du monde 2018        | Titulaire et remplacé par N'Golo Kanté à la 93e minute de jeu.                                                         |
| 39.                                       | 11 novembre 2016                          | Stade de France, Saint-Denis, France                  | Suède                                     | 2 - 1                                     | Éliminatoires de la Coupe du monde 2018        | Titulaire et remplacé par N'Golo Kanté à la 88e minute de jeu.                                                         |
| 40.                                       | 25 mars 2017                              | Stade Josy Barthel, Luxembourg, Luxembourg            | Luxembourg                                | 1 - 3                                     | Éliminatoires de la Coupe du monde 2018        | Titulaire. |
| 41.                                       | 28 mars 2017                              | Stade de France, Saint-Denis, France                  | Espagne                                   | 0 - 2                                     | Match amical                                   | Titulaire. |
| 42.                                       | 2 juin 2017                               | Roazhon Park, Rennes, France                          | Paraguay                                  | 5 - 0                                     | Match amical                                   | Titulaire et remplacé par Florian Thauvin à la 80e minute de jeu.                                                      |
| 43.                                       | 9 juin 2017                               | Friends Arena, Solna, Suède                           | Suède                                     | 2 - 1                                     | Éliminatoires de la Coupe du monde 2018        | Titulaire et remplacé par Kylian Mbappé à la 76e minute de jeu.                                                        |
| 44.                                       | 31 août 2017                              | Stade de France, Saint-Denis, France                  | Pays-Bas                                  | 4 - 0                                     | Éliminatoires de la Coupe du monde 2018        | Titulaire et remplacé par Nabil Fekir à la 89e minute de jeu.                                                          |
| 45.                                       | 3 septembre 2017                          | Stadium de Toulouse, Toulouse, France                 | Luxembourg                                | 0 - 0                                     | Éliminatoires de la Coupe du monde 2018        | Titulaire et remplacé par Nabil Fekir à la 81e minute de jeu.                                                          |
| 46.                                       | 7 octobre 2017                            | Stade national Vassil-Levski, Sofia, Bulgarie         | Bulgarie                                  | 1 - 0                                     | Éliminatoires de la Coupe du monde 2018        | Titulaire. |
| 47.                                       | 10 octobre 2017                           | Stade de France, Saint-Denis, France                  | Biélorussie                               | 2 - 1                                     | Éliminatoires de la Coupe du monde 2018        | Titulaire et remplacé par Moussa Sissoko à la 77e minute de jeu.                                                       |
| 48.                                       | 10 novembre 2017                          | Stade de France, Saint-Denis, France                  | Pays de Galles                            | 2 - 0                                     | Match amical                                   | Titulaire et remplacé par Nabil Fekir à la 63e minute de jeu.                                                          |
| 49.                                       | 14 novembre 2017                          | RheinEnergieStadion, Cologne, Allemagne               | Allemagne                                 | 2 - 2                                     | Match amical                                   | Entre en jeu à la place d'Alexandre Lacazette à la 76e minute de jeu.                                                  |
| 50.                                       | 23 mars 2018                              | Stade de France, Saint-Denis, France                  | Colombie                                  | 2 - 3                                     | Match amical                                   | Titulaire et remplacé par Florian Thauvin à la 83e minute de jeu.                                                      |
| 51.                                       | 27 mars 2018                              | Stade Krestovski, Saint-Pétersbourg, Russie           | Russie                                    | 3 - 1                                     | Match amical                                   | Entre en jeu à la place d'Anthony Martial à la 58e minute de jeu.                                                      |
| 52.                                       | 28 mai 2018                               | Stade de France, Saint-Denis, France                  | République d'Irlande                      | 2 - 0                                     | Match amical                                   | Entre en jeu à la place de Nabil Fekir à la 64e minute de jeu.                                                         |
| 53.                                       | 1er juin 2018                             | Allianz Riviera, Nice, France                         | Italie                                    | 3 - 1                                     | Match amical                                   | Titulaire et remplacé par Olivier Giroud à la 77e minute de jeu.                                                       |
| 54.                                       | 9 juin 2018                               | Parc Olympique lyonnais, Décines-Charpieu, France     | États-Unis                                | 1 - 1                                     | Match amical                                   | Titulaire et remplacé par Nabil Fekir à la 69e minute de jeu.                                                          |
| 55.                                       | 16 juin 2018                              | Kazan Arena, Kazan, Russie                            | Australie                                 | 2 - 1                                     | Coupe du monde 2018                            | Titulaire et remplacé par Olivier Giroud à la 70e minute de jeu.                                                       |
| 56.                                       | 21 juin 2018                              | Iekaterinbourg Arena, Iekaterinbourg, Russie          | Pérou                                     | 1 - 0                                     | Coupe du monde 2018                            | Titulaire et remplacé par Nabil Fekir à la 80e minute de jeu.                                                          |
| 57.                                       | 26 juin 2018                              | Stade Loujniki, Moscou, Russie                        | Danemark                                  | 0 - 0                                     | Coupe du monde 2018                            | Titulaire et remplacé par Nabil Fekir à la 68e minute de jeu.                                                          |
| 58.                                       | 30 juin 2018                              | Kazan Arena, Kazan, Russie                            | Argentine                                 | 4 - 3                                     | Coupe du monde 2018                            | Titulaire et remplacé par Nabil Fekir à la 83e minute de jeu.                                                          |
| 59.                                       | 6 juillet 2018                            | Stade de Nijni Novgorod, Nijni Novgorod, Russie       | Uruguay                                   | 2 - 0                                     | Coupe du monde 2018                            | Titulaire et remplacé par Nabil Fekir à la 93e minute de jeu.                                                          |
| 60.                                       | 10 juillet 2018                           | Stade de Saint-Pétersbourg, Saint-Pétersbourg, Russie | Belgique                                  | 1 - 0                                     | Coupe du monde 2018                            | Titulaire. |
| 61.                                       | 15 juillet 2018                           | Stade Loujniki, Moscou, Russie                        | Croatie                                   | 4 - 2                                     | Coupe du monde 2018                            | Titulaire. |
| 62.                                       | 6 septembre 2018                          | Allianz Arena, Munich, Allemagne                      | Allemagne                                 | 0 - 0                                     | Ligue des nations 2018-2019                    | Titulaire et remplacé par Nabil Fekir à la 80e minute de jeu.                                                          |
| 63.                                       | 9 septembre 2018                          | Stade de France, Saint-Denis, France                  | Pays-Bas                                  | 2 - 1                                     | Ligue des nations 2018-2019                    | Titulaire et remplacé par Steven Nzonzi à la 81e minute de jeu.                                                        |
| 64.                                       | 11 octobre 2018                           | Stade de Roudourou, Guingamp, France                  | Islande                                   | 2 - 2                                     | Match amical                                   | Titulaire et remplacé par Kylian Mbappé à la 60e minute de jeu.                                                        |
| 65.                                       | 16 octobre 2018                           | Stade de France, Saint-Denis, France                  | Allemagne                                 | 2 - 1                                     | Ligue des nations 2018-2019                    | Titulaire. |
| 66.                                       | 16 novembre 2018                          | Stade de Feyenoord, Rotterdam, Pays-Bas               | Pays-Bas                                  | 2 - 0                                     | Ligue des nations 2018-2019                    | Titulaire. |
| 67.                                       | 20 novembre 2018                          | Stade de France, Saint-Denis, France                  | Uruguay                                   | 1 - 0                                     | Match amical                                   | Titulaire et remplacé par Moussa Sissoko à la 93e minute de jeu.                                                       |
| 68.                                       | 22 mars 2019                              | Stade Zimbru, Chișinău, Moldavie                      | Moldavie                                  | 1 - 4                                     | Éliminatoires de l'Euro 2020                   | Titulaire et remplacé par Thomas Lemar à la 73e minute de jeu.                                                         |
| 69.                                       | 25 mars 2019                              | Stade de France, Saint-Denis, France                  | Islande                                   | 4 - 0                                     | Éliminatoires de l'Euro 2020                   | Titulaire. |
| 70.                                       | 2 juin 2019                               | Stade de la Beaujoire, Nantes, France                 | Bolivie                                   | 2 - 0                                     | Match amical                                   | Titulaire. |
| 71.                                       | 8 juin 2019                               | Konya Büyükşehir Belediye Stadyumu, Konya, Turquie    | Turquie                                   | 2 - 0                                     | Éliminatoires de l'Euro 2020                   | Titulaire. |
| 72.                                       | 11 juin 2019                              | Estadi Nacional, Andorre-la-Vieille, Andorre          | Andorre                                   | 0 - 4                                     | Éliminatoires de l'Euro 2020                   | Titulaire. |
| 73.                                       | 7 septembre 2019                          | Stade de France, Saint-Denis, France                  | Albanie                                   | 4 - 1                                     | Éliminatoires de l'Euro 2020                   | Titulaire. |
| 74.                                       | 10 septembre 2019                         | Stade de France, Saint-Denis, France                  | Andorre                                   | 3 - 0                                     | Éliminatoires de l'Euro 2020                   | Titulaire. |
| 75.                                       | 11 octobre 2019                           | Laugardalsvöllur, Reykjavik, Islande                  | Islande                                   | 0 - 1                                     | Éliminatoires de l'Euro 2020                   | Titulaire. |
| 76.                                       | 14 octobre 2019                           | Stade de France, Saint-Denis, France                  | Turquie                                   | 1 - 1                                     | Éliminatoires de l'Euro 2020                   | Titulaire. |
| 77.                                       | 14 novembre 2019                          | Stade de France, Saint-Denis, France                  | Moldavie                                  | 2 - 1                                     | Éliminatoires de l'Euro 2020                   | Titulaire. |
| 78.                                       | 17 novembre 2019                          | Arena Kombëtare, Tirana, Albanie                      | Albanie                                   | 2 - 0                                     | Éliminatoires de l'Euro 2020                   | Titulaire. |
| 79.                                       | 5 septembre 2020                          | Friends Arena, Solna, Suède                           | Suède                                     | 0 - 1                                     | Ligue des nations 2020-2021                    | Titulaire. |
| 80.                                       | 8 septembre 2020                          | Stade de France, Saint-Denis, France                  | Croatie                                   | 4 - 2                                     | Ligue des nations 2020-2021                    | Titulaire et remplacé par Nabil Fekir à la 78e minute de jeu.                                                          |
| 81.                                       | 7 octobre 2020                            | Stade de France, Saint-Denis, France                  | Ukraine                                   | 7 - 1                                     | Match amical                                   | Entre en jeu à la place d'Houssem Aouar à la 59e minute de jeu.                                                        |
| 82.                                       | 11 octobre 2020                           | Stade de France, Saint-Denis, France                  | Portugal                                  | 0 - 0                                     | Ligue des nations 2020-2021                    | Titulaire. |
| 83.                                       | 14 octobre 2020                           | Stade Maksimir, Zagreb, Croatie                       | Croatie                                   | 1 - 2                                     | Ligue des nations 2020-2021                    | Titulaire et remplacé par Olivier Giroud à la 83e minute de jeu.                                                       |
| 84.                                       | 11 novembre 2020                          | Stade de France, Saint-Denis, France                  | Finlande                                  | 0 - 2                                     | Match amical                                   | Entre en jeu à la place de Wissam Ben Yedder à la 57e minute de jeu.                                                   |
| 85.                                       | 14 novembre 2020                          | Estádio da Luz, Lisbonne, Portugal                    | Portugal                                  | 0 - 1                                     | Ligue des nations 2020-2021                    | Titulaire. |
| 86.                                       | 17 novembre 2020                          | Stade de France, Saint-Denis, France                  | Suède                                     | 4 - 2                                     | Ligue des nations 2020-2021                    | Titulaire. |
| 87.                                       | 24 mars 2021                              | Stade de France, Saint-Denis, France                  | Ukraine                                   | 1 - 1                                     | Éliminatoires de la Coupe du monde 2022        | Titulaire. |
| 88.                                       | 28 mars 2021                              | Astana Arena, Noursoultan, Kazakhstan                 | Kazakhstan                                | 0 - 2                                     | Éliminatoires de la Coupe du monde 2022        | Titulaire et remplacé par Wissam Ben Yedder à la 59e minute de jeu.                                                    |
| 89.                                       | 31 mars 2021                              | Stade Grbavica, Sarajevo, Bosnie-Herzégovine          | Bosnie-Herzégovine                        | 0 - 1                                     | Éliminatoires de la Coupe du monde 2022        | Titulaire. |
| 90.                                       | 2 juin 2021                               | Allianz Riviera, Nice, France                         | Pays de Galles                            | 3 - 0                                     | Match amical                                   | Titulaire et remplacé par Wissam Ben Yedder à la 84e minute de jeu.                                                    |
| 91.                                       | 8 juin 2021                               | Stade de France, Saint-Denis, France                  | Bulgarie                                  | 3 - 0                                     | Match amical                                   | Titulaire et remplacé par Ousmane Dembélé à la 65e minute de jeu.                                                      |
| 92.                                       | 15 juin 2021                              | Allianz Arena, Munich, Allemagne                      | Allemagne                                 | 1 - 0                                     | Euro 2020                                      | Titulaire. |
| 93.                                       | 19 juin 2021                              | Stade Ferenc-Puskás, Budapest, Hongrie                | Hongrie                                   | 1 - 1                                     | Euro 2020                                      | Titulaire. |
| 94.                                       | 23 juin 2021                              | Stade Ferenc-Puskás, Budapest, Hongrie                | Portugal                                  | 2 - 2                                     | Euro 2020                                      | Titulaire et remplacé par Moussa Sissoko à la 87e minute de jeu.                                                       |
| 95.                                       | 28 juin 2021                              | Arena Națională, Bucarest, Roumanie                   | Suisse                                    | 3 - 3 4-5 t.a.b                           | Euro 2020                                      | Titulaire et remplacé par Moussa Sissoko à la 88e minute de jeu.                                                       |
| 96.                                       | 1er septembre 2021                        | Stade de la Meinau, Strasbourg, France                | Bosnie-Herzégovine                        | 1 - 1                                     | Éliminatoires de la Coupe du monde 2022        | Titulaire et remplacé par Kingsley Coman à la 76e minute de jeu.                                                       |
| 97.                                       | 4 septembre 2021                          | Stade olympique de Kiev, Kiev, Ukraine                | Ukraine                                   | 1 - 1                                     | Éliminatoires de la Coupe du monde 2022        | Titulaire. |
| 98.                                       | 7 septembre 2021                          | Parc Olympique lyonnais, Décines-Charpieu, France     | Finlande                                  | 2 - 0                                     | Éliminatoires de la Coupe du monde 2022        | Titulaire et remplacé par Aurélien Tchouaméni à la 90e minute de jeu.                                                  |
| 99.                                       | 7 octobre 2021                            | Juventus Stadium, Turin, Italie                       | Belgique                                  | 2 - 3                                     | Phase finale de la Ligue des nations 2020-2021 | Titulaire. |
| 100.                                      | 10 octobre 2021                           | Stade San Siro, Milan, Italie                         | Espagne                                   | 1 - 2                                     | Phase finale de la Ligue des nations 2020-2021 | Titulaire et remplacé par Jordan Veretout à la 90e minute de jeu.                                                      |
| 101.                                      | 13 novembre 2021                          | Parc des Princes, Paris, France                       | Kazakhstan                                | 8 - 0                                     | Éliminatoires de la Coupe du monde 2022        | Titulaire. |
| 102.                                      | 16 novembre 2021                          | Stade olympique d'Helsinki, Helsinki, Finlande        | Finlande                                  | 2 - 0                                     | Éliminatoires de la Coupe du monde 2022        | Titulaire et remplacé par Mattéo Guendouzi à la 67e minute de jeu.                                                     |
| 103.                                      | 25 mars 2022                              | Stade Vélodrome, Marseille, France                    | Côte d'Ivoire                             | 2 - 1                                     | Match amical                                   | Titulaire et remplacé par Mattéo Guendouzi à la 75e minute de jeu.                                                     |
| 104.                                      | 29 mars 2022                              | Stade Pierre-Mauroy, Villeneuve-d'Ascq, France        | Afrique du Sud                            | 5 - 0                                     | Match amical                                   | Titulaire et remplacé par Moussa Diaby à la 65e minute de jeu.                                                         |
| 105.                                      | 3 juin 2022                               | Stade de France, Saint-Denis, France                  | Danemark                                  | 1 - 2                                     | Ligue des nations 2022-2023                    | Titulaire et remplacé par Adrien Rabiot à la 78e minute de jeu.                                                        |
| 106.                                      | 6 juin 2022                               | Stade Poljud, Split, Croatie                          | Croatie                                   | 1 - 1                                     | Ligue des nations 2022-2023                    | Entre en jeu à la place de Wissam Ben Yedder à la 62e minute de jeu.                                                   |
| 107.                                      | 10 juin 2022                              | Stade Ernst-Happel, Vienne, Autriche                  | Autriche                                  | 1 - 1                                     | Ligue des nations 2022-2023                    | Titulaire et remplacé par Kylian Mbappé à la 63e minute de jeu.                                                        |
| 108.                                      | 13 juin 2022                              | Stade de France, Saint-Denis, France                  | Croatie                                   | 0 - 1                                     | Ligue des nations 2022-2023                    | Entre en jeu à la place de Mattéo Guendouzi à la 80e minute de jeu.                                                    |
| 109.                                      | 22 septembre 2022                         | Stade de France, Saint-Denis, France                  | Autriche                                  | 2 - 0                                     | Ligue des nations 2022-2023                    | Titulaire et remplacé par Ousmane Dembélé à la 78e minute de jeu.                                                      |
| 110.                                      | 25 septembre 2022                         | Parken Stadium, Copenhague, Danemark                  | Danemark                                  | 2 - 0                                     | Ligue des nations 2022-2023                    | Titulaire et remplacé par Randal Kolo Muani à la 81e minute de jeu.                                                    |
| 111.                                      | 22 novembre 2022                          | Stade Al-Janoub, Al Wakrah, Qatar                     | Australie                                 | 4 - 1                                     | Coupe du monde 2022                            | Titulaire. |
| 112.                                      | 26 novembre 2022                          | Stade 974, Doha, Qatar                                | Danemark                                  | 2 - 1                                     | Coupe du monde 2022                            | Titulaire et remplacé par Youssouf Fofana à la 93e minute de jeu.                                                      |
| 113.                                      | 30 novembre 2022                          | Stade Education City, Al Rayyan, Qatar                | Tunisie                                   | 1 - 0                                     | Coupe du monde 2022                            | Entre en jeu à la place de Youssouf Fofana à la 73e minute de jeu.                                                     |
| 114.                                      | 4 décembre 2022                           | Stade Al-Thumama, Doha, Qatar                         | Pologne                                   | 3 - 1                                     | Coupe du monde 2022                            | Titulaire. |
| 115.                                      | 10 décembre 2022                          | Stade Al-Bayt, Al-Khor, Qatar                         | Angleterre                                | 1 - 2                                     | Coupe du monde 2022                            | Titulaire. |
| 116.                                      | 14 décembre 2022                          | Stade Al-Bayt, Al-Khor, Qatar                         | Maroc                                     | 2 - 0                                     | Coupe du monde 2022                            | Titulaire. |
| 117.                                      | 18 décembre 2022                          | Stade de Lusail, Lusail, Qatar                        | Argentine                                 | 3 - 3 4-2 t.a.b                           | Coupe du monde 2022                            | Titulaire et remplacé par Kingsley Coman à la 71e minute de jeu.                                                       |
| 118.                                      | 24 mars 2023                              | Stade de France, Saint-Denis, France                  | Pays-Bas                                  | 4 - 0                                     | Éliminatoires de l'Euro 2024                   | Titulaire et remplacé par Youssouf Fofana à la 76e minute de jeu.                                                      |
| 119.                                      | 27 mars 2023                              | Aviva Stadium, Dublin, Irlande                        | République d'Irlande                      | 0 - 1                                     | Éliminatoires de l'Euro 2024                   | Titulaire. |
| 120.                                      | 16 juin 2023                              | Stade de l'Algarve, Almancil, Portugal                | Gibraltar                                 | 0 - 3                                     | Éliminatoires de l'Euro 2024                   | Titulaire et remplacé par Christopher Nkunku à la 66e minute de jeu.                                                   |
| 121.                                      | 19 juin 2023                              | Stade de France, Saint-Denis, France                  | Grèce                                     | 1 - 0                                     | Éliminatoires de l'Euro 2024                   | Titulaire et remplacé par Christopher Nkunku à la 86e minute de jeu.                                                   |
| 122.                                      | 7 septembre 2023                          | Parc des Princes, Paris, France                       | République d'Irlande                      | 2 - 0                                     | Éliminatoires de l'Euro 2024                   | Titulaire et remplacé par Eduardo Camavinga à la 89e minute de jeu.                                                    |
| 123.                                      | 12 septembre 2023                         | Signal Iduna Park, Dortmund, Allemagne                | Allemagne                                 | 2 - 1                                     | Match amical                                   | Titulaire |
| 124.                                      | 13 octobre 2023                           | Johan Cruyff Arena, Amsterdam, Pays-Bas               | Pays-Bas                                  | 1 - 2                                     | Éliminatoires de l'Euro 2024                   | Titulaire et remplacé par Youssouf Fofana à la 87e minute de jeu.                                                      |
| 125.                                      | 17 octobre 2023                           | Stade Pierre-Mauroy, Villeneuve-d'Ascq, France        | Écosse                                    | 4 - 1                                     | Match amical                                   | Titulaire et remplacé par Youssouf Fofana à la 77e minute de jeu.                                                      |
| 126.                                      | 18 novembre 2023                          | Allianz Riviera, Nice, France                         | Gibraltar                                 | 14 - 0                                    | Éliminatoires de l'Euro 2024                   | Titulaire. |
| 127.                                      | 21 novembre 2023                          | Stade Agiá Sofiá, Athènes, Grèce                      | Grèce                                     | 2 - 2                                     | Éliminatoires de l'Euro 2024                   | Titulaire. |
| 128.                                      | 5 juin 2024                               | Stade Saint-Symphorien, Longeville-lès-Metz, France   | Luxembourg                                | 3 - 0                                     | Match amical                                   | Titulaire et remplacé par Olivier Giroud à la 81e minute de jeu.                                                       |
| 129.                                      | 9 juin 2024                               | Matmut Atlantique, Bordeaux, France                   | Canada                                    | 0 - 0                                     | Match amical                                   | Titulaire et remplacé par Randal Kolo Muani à la 87e minute de jeu.                                                    |
| 130.                                      | 17 juin 2024                              | Düsseldorf Arena, Düsseldorf, Allemagne               | Autriche                                  | 0 - 1                                     | Euro 2024                                      | Titulaire et remplacé par Youssouf Fofana à la 90e minute de jeu.                                                      |
| 131.                                      | 21 juin 2024                              | Stade de Leipzig, Leipzig, Allemagne                  | Pays-Bas                                  | 0 - 0                                     | Euro 2024                                      | Titulaire. |
| 132.                                      | 25 juin 2024                              | BVB Stadion Dortmund, Dortmund, Allemagne             | Pologne                                   | 1 - 1                                     | Euro 2024                                      | Entre en jeu à la place de N'Golo Kanté à la 61e minute de jeu.                                                        |
| 133.                                      | 1er juillet 2024                          | Düsseldorf Arena, Düsseldorf, Allemagne               | Belgique                                  | 1 - 0                                     | Euro 2024                                      | Titulaire. |
| 134.                                      | 5 juillet 2024                            | Volksparkstadion, Hambourg, Allemagne                 | Portugal                                  | 0 - 0 3-5 t.a.b                           | Euro 2024                                      | Titulaire et remplacé par Ousmane Dembélé à la 67e minute de jeu.                                                      |
| 135.                                      | 9 juillet 2024                            | Munich Football Arena, Munich, Allemagne              | Espagne                                   | 2 - 1                                     | Euro 2024                                      | Entre en jeu à la place de N'Golo Kanté à la 62e minute de jeu.                                                        |
| 136.                                      | 6 septembre 2024                          | Parc des Princes, Paris, France                       | Italie                                    | 1 - 3                                     | Ligue des nations 2024-2025                    | Titulaire et remplacé par Marcus Thuram à la 77e minute de jeu.                                                        |
| 137.                                      | 9 septembre 2024                          | Parc Olympique lyonnais, Décines-Charpieu, France     | Belgique                                  | 2 - 0                                     | Ligue des nations 2024-2025                    | Entre en jeu à la place de Mattéo Guendouzi à la 79e minute de jeu.                                                    |

### Buts internationaux
| Buts internationaux d'Antoine Griezmann | Buts internationaux d'Antoine Griezmann | Buts internationaux d'Antoine Griezmann            | Buts internationaux d'Antoine Griezmann | Buts internationaux d'Antoine Griezmann | Buts internationaux d'Antoine Griezmann | Buts internationaux d'Antoine Griezmann | Buts internationaux d'Antoine Griezmann | Buts internationaux d'Antoine Griezmann |
|                                         | Date                                    | Lieu                                               | Adversaire                              | Score                                   | Résultat                                | Compétition                             | Notes                                   | Sel.                                    |
| --------------------------------------- | --------------------------------------- | -------------------------------------------------- | --------------------------------------- | --------------------------------------- | --------------------------------------- | --------------------------------------- | --------------------------------------- | --------------------------------------- |
| 1                                       | 1er juin 2014                           | Allianz Riviera, Nice, France                      | Paraguay                                | 1-0                                     | 1-1                                     | Match amical                            | 82e du pied droit                       | 3e                                      |
| 2                                       | 8 juin 2014                             | Stade Pierre-Mauroy, Villeneuve-d'Ascq, France     | Jamaïque                                | 7-0                                     | 8-0                                     | Match amical                            | 77e du pied droit                       | 4e                                      |
| 3                                       | 8 juin 2014                             | Stade Pierre-Mauroy, Villeneuve-d'Ascq, France     | Jamaïque                                | 8-0                                     | 8-0                                     | Match amical                            | 88e du pied gauche                      | 4e                                      |
| 4                                       | 14 octobre 2014                         | Stade Républicain Vazgen Sargsyan, Erevan, Arménie | Arménie                                 | 0-3                                     | 0-3                                     | Match amical                            | 83e du pied gauche                      | 12e                                     |
| 5                                       | 14 novembre 2014                        | Stade de la route de Lorient, Rennes, France       | Albanie                                 | 1-1                                     | 1-1                                     | Match amical                            | 73e du pied gauche                      | 13e                                     |
| 6                                       | 8 octobre 2015                          | Allianz Riviera, Nice, France                      | Arménie                                 | 1-0                                     | 4-0                                     | Match amical                            | 35e du pied droit                       | 21e                                     |
| 7                                       | 25 mars 2016                            | ArenaA, Amsterdam, Pays-Bas                        | Pays-Bas                                | 0-1                                     | 2-3                                     | Match amical                            | 6e du pied gauche sur coup franc        | 25e                                     |
| 8                                       | 15 juin 2016                            | Stade Vélodrome, Marseille, France                 | Albanie                                 | 1-0                                     | 2-0                                     | Euro 2016                               | 90e de la tête                          | 29e                                     |
| 9                                       | 26 juin 2016                            | Parc Olympique lyonnais, Décines-Charpieu, France  | République d'Irlande                    | 1-1                                     | 2-1                                     | Euro 2016                               | 58e de la tête                          | 31e                                     |
| 10                                      | 26 juin 2016                            | Parc Olympique lyonnais, Décines-Charpieu, France  | République d'Irlande                    | 2-1                                     | 2-1                                     | Euro 2016                               | 61e du pied gauche                      | 31e                                     |
| 11                                      | 3 juillet 2016                          | Stade de France, Saint-Denis, France               | Islande                                 | 4-0                                     | 5-2                                     | Euro 2016                               | 45e du pied gauche                      | 32e                                     |
| 12                                      | 7 juillet 2016                          | Stade Vélodrome, Marseille, France                 | Allemagne                               | 0-1                                     | 0-2                                     | Euro 2016                               | 45+2e du pied gauche sur penalty        | 33e                                     |
| 13                                      | 7 juillet 2016                          | Stade Vélodrome, Marseille, France                 | Allemagne                               | 0-2                                     | 0-2                                     | Euro 2016                               | 73e du pied gauche                      | 33e                                     |
| 14                                      | 7 octobre 2016                          | Stade de France, Saint-Denis, France               | Bulgarie                                | 3-1                                     | 4-1                                     | Éliminatoires de la Coupe du monde 2018 | 38e du pied gauche                      | 37e                                     |
| 15                                      | 25 mars 2017                            | Stade Josy Barthel, Luxembourg, Luxembourg         | Luxembourg                              | 1-2                                     | 1-3                                     | Éliminatoires de la Coupe du monde 2018 | 37e du pied gauche sur penalty          | 40e                                     |
| 16                                      | 2 juin 2017                             | Roazhon Park, Rennes, France                       | Paraguay                                | 5-0                                     | 5-0                                     | Match amical                            | 77e du pied gauche                      | 42e                                     |
| 17                                      | 31 août 2017                            | Stade de France, Saint-Denis, France               | Pays-Bas                                | 1-0                                     | 4-0                                     | Éliminatoires de la Coupe du monde 2018 | 14e du pied gauche                      | 44e                                     |
| 18                                      | 10 octobre 2017                         | Stade de France, Saint-Denis, France               | Biélorussie                             | 1-0                                     | 2-1                                     | Éliminatoires de la Coupe du monde 2018 | 27e du pied gauche                      | 47e                                     |
| 19                                      | 10 novembre 2017                        | Stade de France, Saint-Denis, France               | Pays de Galles                          | 1-0                                     | 2-0                                     | Match amical                            | 18e du pied gauche                      | 48e                                     |
| 20                                      | 1er juin 2018                           | Allianz Riviera, Nice, France                      | Italie                                  | 2-0                                     | 3-1                                     | Match amical                            | 28e du pied gauche sur penalty          | 53e                                     |
| 21                                      | 16 juin 2018                            | Kazan Arena, Kazan, Russie                         | Australie                               | 1-0                                     | 2-1                                     | Coupe du monde 2018                     | 58e du pied gauche sur penalty          | 55e                                     |
| 22                                      | 30 juin 2018                            | Kazan Arena, Kazan, Russie                         | Argentine                               | 1-0                                     | 4-3                                     | Coupe du monde 2018                     | 13e du pied gauche sur penalty          | 58e                                     |
| 23                                      | 6 juillet 2018                          | Stade de Nijni Novgorod, Nijni Novgorod, Russie    | Uruguay                                 | 2-0                                     | 2-0                                     | Coupe du monde 2018                     | 61e du pied gauche                      | 59e                                     |
| 24                                      | 15 juillet 2018                         | Stade Loujniki, Moscou, Russie                     | Croatie                                 | 2-1                                     | 4-2                                     | Coupe du monde 2018                     | 38e du pied gauche sur penalty          | 61e                                     |
| 25                                      | 16 octobre 2018                         | Stade de France, Saint-Denis, France               | Allemagne                               | 1-1                                     | 2-1                                     | Ligue des nations 2018-2019             | 62e de la tête                          | 65e                                     |
| 26                                      | 16 octobre 2018                         | Stade de France, Saint-Denis, France               | Allemagne                               | 2-1                                     | 2-1                                     | Ligue des nations 2018-2019             | 80e du pied gauche sur penalty          | 65e                                     |
| 27                                      | 22 mars 2019                            | Stade Zimbru, Chișinău, Moldavie                   | Moldavie                                | 0-1                                     | 1-4                                     | Éliminatoires de l'Euro 2020            | 24e du pied gauche                      | 68e                                     |
| 28                                      | 25 mars 2019                            | Stade de France, Saint-Denis, France               | Islande                                 | 4-0                                     | 4-0                                     | Éliminatoires de l'Euro 2020            | 84e du pied gauche                      | 69e                                     |
| 29                                      | 2 juin 2019                             | Stade de la Beaujoire, Nantes, France              | Bolivie                                 | 2-0                                     | 2-0                                     | Match amical                            | 43e du pied gauche                      | 70e                                     |
| 30                                      | 17 novembre 2019                        | Arena Kombëtare, Tirana, Albanie                   | Albanie                                 | 2-0                                     | 2-0                                     | Éliminatoires de l'Euro 2020            | 30e du pied droit                       | 78e                                     |
| 31                                      | 8 septembre 2020                        | Stade de France, Saint-Denis, France               | Croatie                                 | 1-0                                     | 4-2                                     | Ligue des nations 2020-2021             | 43e du pied droit                       | 80e                                     |
| 32                                      | 7 octobre 2020                          | Stade de France, Saint-Denis, France               | Ukraine                                 | 7-1                                     | 7-1                                     | Match amical                            | 89e du pied gauche                      | 81e                                     |
| 33                                      | 14 octobre 2020                         | Stade Maksimir, Zagreb, Croatie                    | Croatie                                 | 1-0                                     | 2-1                                     | Ligue des nations 2020-2021             | 8e du pied gauche                       | 83e                                     |
| 34                                      | 24 mars 2021                            | Stade de France, Saint-Denis, France               | Ukraine                                 | 1-0                                     | 1-1                                     | Éliminatoires de la Coupe du monde 2022 | 19e du pied gauche                      | 87e                                     |
| 35                                      | 31 mars 2021                            | Stade Grbavica, Sarajevo, Bosnie-Herzégovine       | Bosnie-Herzégovine                      | 0-1                                     | 0-1                                     | Éliminatoires de la Coupe du monde 2022 | 60e de la tête                          | 89e                                     |
| 36                                      | 2 juin 2021                             | Allianz Riviera, Nice, France                      | Pays de Galles                          | 2-0                                     | 3-0                                     | Match amical                            | 48e du pied gauche                      | 90e                                     |
| 37                                      | 8 juin 2021                             | Stade de France, Saint-Denis, France               | Bulgarie                                | 1-0                                     | 3-0                                     | Match amical                            | 29e du pied gauche                      | 91e                                     |
| 38                                      | 19 juin 2021                            | Stade Ferenc-Puskás, Budapest, Hongrie             | Hongrie                                 | 1-1                                     | 1-1                                     | Euro 2020                               | 66e du pied gauche                      | 93e                                     |
| 39                                      | 1er septembre 2021                      | Stade de la Meinau, Strasbourg, France             | Bosnie-Herzégovine                      | 1-1                                     | 1-1                                     | Éliminatoires de la Coupe du monde 2022 | 40e du dos                              | 96e                                     |
| 40                                      | 7 septembre 2021                        | Parc Olympique lyonnais, Décines-Charpieu, France  | Finlande                                | 1-0                                     | 2-0                                     | Éliminatoires de la Coupe du monde 2022 | 25e du pied gauche                      | 98e                                     |
| 41                                      | 7 septembre 2021                        | Parc Olympique lyonnais, Décines-Charpieu, France  | Finlande                                | 2-0                                     | 2-0                                     | Éliminatoires de la Coupe du monde 2022 | 54e du pied droit                       | 98e                                     |
| 42                                      | 13 novembre 2021                        | Parc des princes, Paris, France                    | Kazakhstan                              | 8-0                                     | 8-0                                     | Éliminatoires de la Coupe du monde 2022 | 84e du pied gauche sur penalty          | 101e                                    |
| 43                                      | 24 mars 2023                            | Stade de France, Saint-Denis, France               | Pays-Bas                                | 1-0                                     | 4-0                                     | Éliminatoires de l'Euro 2024            | 2e du pied gauche                       | 118e                                    |
| 44                                      | 12 septembre 2023                       | Signal Iduna Park, Dortmund, Allemagne             | Allemagne                               | 2-1                                     | 2-1                                     | Match amical                            | 89e du pied gauche sur penalty          | 123e                                    |

## Palmarès

### En club
Griezmann remporte son premier titre avec son club formateur en étant champion de la Segunda División en 2010 avec la Real Sociedad.
Avec l'Atlético de Madrid, il remporte la Supercoupe d'Espagne en 2014. Il est finaliste de la Ligue des champions en 2016, mais échoue contre le Real Madrid aux tirs au but. Il remporte en 2018, la Ligue Europa trois buts à zéro contre l'Olympique de Marseille ainsi que la Supercoupe d'Europe contre le Real Madrid quatre buts à deux. Il est également vice-champion d'Espagne en 2018  et 2019.
Avec le FC Barcelone, il est vice-Champion d'Espagne en 2020 et finaliste de la Supercoupe d'Espagne en 2021 perdu contre l'Athletic Bilbao en prolongation. Il remporte ensuite la Coupe du Roi 2021 quatre buts à zéro contre le même Athletic Bilbao.
| Real Sociedad (1)                      | Atlético de Madrid (3) | FC Barcelone (1)                                                                                                |
| -------------------------------------- | --- | --- |
| - Segunda División - Champion : 2010 . | - Liga - Vice-champion : 2018 et 2019. - Supercoupe d'Espagne - Vainqueur : 2014. - Ligue des champions - Finaliste : 2016. - Ligue Europa - Vainqueur : 2018. - Supercoupe d'Europe - Vainqueur : 2018. | - Liga - Vice-champion : 2020. - Coupe d'Espagne - Vainqueur : 2021. - Supercoupe d'Espagne - Finaliste : 2021. |

### En sélection nationale
Avec l'équipe de France des moins de 19 ans, il remporte le championnat d'Europe en 2010 contre l'Espagne deux buts à un.
Avec l'équipe de France, il participe à la Coupe du monde de football à trois reprises et la remporte en 2018 contre la Croatie quatre buts à deux avant d'être finaliste contre l'Argentine en 2022. Il participe également trois fois à l'Euro sont il est finaliste en 2016. 
Il remporte également la Ligue des nations 2021 face à l'Espagne deux buts à un.
| Équipe de France -19 ans (1)                       | Équipe de France (2) |
| -------------------------------------------------- | --- |
| - Championnat d'Europe -19 ans - Vainqueur : 2010. | - Coupe du monde - Vainqueur : 2018. - Finaliste : 2022. - Ligue des nations - Vainqueur : 2021. - Championnat d'Europe - Finaliste : 2016. |

## Distinctions personnelles
Sur le plan individuel, il est nommé dans le Onze d'or en 2015 après avoir été joueur du mois de Liga en janvier et en avril 2015, nommé dans l'équipe type de la phase aller de la Liga BBVA par la LFP en 2014 et nommé dans l'équipe type de la saison 2015 et 2016. Il sera également élu meilleur joueur du mois de Liga en septembre et mars 2017, ainsi qu'en février et décembre 2018. Au printemps 2023, il est de nouveau élu meilleur joueur de mois de Liga en mars et en avril faisant de lui le joueur le plus récompensé de ce trophée en compagnie de Lionel Messi (8). Griezmann termine également meilleur passeur de Liga en 2023 avec 16 passes décisives à son actif.
Il reçoit le Trophée UNFP du meilleur joueur français évoluant à l'étranger en 2016 et est classé 2e au Prix UEFA du Meilleur joueur d'Europe en 2016.
Il termine meilleur buteur de l'Euro 2016 avec six réalisations et est élu meilleur joueur du tournoi.
Automne 2016, il enchaîne les distinctions. Il remporte le Prix LFP de Meilleur Joueur de la Liga et est le joueur préféré des fans.
Il termine troisième au Ballon d'or 2016 avec 12,75 % des suffrages. La même année, il est désigné Joueur français de l'année 2016 par France Football.
En 2018, il est désigné Ballon de bronze de la Coupe du monde.
En 2017, il est sélectionné pour figurer parmi le top 30 des footballeurs à la cérémonie du Ballon d'Or 2017, mais ne termine que 18e avec 0,61 % des suffrages.
Il est nommé ballon de bronze de la Coupe du Monde 2018, il finit également homme du match de la finale, remporté 4-2, contre la Croatie.
Le 31 août 2018, il est élu meilleur joueur de la Ligue Europa 2017-2018.
Il termina pour la seconde fois troisième à la cérémonie du Ballon d'or 2018, avec 14,37 % des suffrages, devancé par Luka Modrić et Cristiano Ronaldo, mais est cependant le premier français, devant Kylian Mbappé, qui est à la 4e position.
Il finit meilleur buteur français sur une année civile en 2018(33 buts).
En 2019, il est, pour la quatrième année consécutive, présent au classement du Ballon d'or 2019, mais ne termine que 18e avec 0,32 % des suffrages.
Il est l'un des 11 joueurs français à avoir atteint la finale de l'Euro (2016), de la Coupe du monde (2018), de la Ligue Europa (2018) et de la Ligue des champions (2016).
il a été élu meilleur joueur de la saison du club en 2023.
De plus, Antoine Griezmann est élu meilleur joueur de la saison 2022-2023 de la Liga par As.
Il reçoit à nouveau le prix de meilleur joueur français à l'étranger aux Trophées UNFP du football 2024.

### Classements de Griezmann auBallon d'or
| Années | Classements | % des suffrages | Clubs de Griezmann              | Vainqueurs du Ballon d'or   |
| ------ | ----------- | --------------- | ------------------------------- | --------------------------- |
| 2016   | 3e          | 12,72 %         | Atlético de Madrid              | Cristiano Ronaldo (47,18 %) |
| 2017   | 18e         | 0,61 %          | Atlético de Madrid              | Cristiano Ronaldo (33,76 %) |
| 2018   | 3e          | 14,37 %         | Atlético de Madrid              | Luka Modrić (26,14 %)       |
| 2019   | 18e         | 0,32 %          | Atlético de Madrid FC Barcelone | Lionel Messi (24,36 %)      |
| 2023   | 21e         | 0,27 %          | Atlético de Madrid              | Lionel Messi (31,39 %)      |

## Décoration
- Chevalier de la Légion d'honneur. Par décret du Président de la République en date du 31 décembre 2018, tous les membres de l'équipe de France championne du monde 2018 sont promus au grade de Chevalier de la Légion d'honneur[248].

## Aspects extra-sportifs

### Engagements politiques
Plutôt discret sur les thématiques sociétales pendant la première partie de sa carrière, Griezmann va connaitre un engagement croissant à partir de 2019,. D'abord sur la thématique de la lutte contre l'homophobie notamment en participant au documentaire Footballeur et homo, au cœur du tabou réalisé par Yoann Lemaire et Michel Royer, diffusé sur France 2 le 14 mai 2019 dans l'émission Infrarouge. En cas de coming-out d'un de ses coéquipiers, il avait indiqué qu'il serait "fier qu'il puisse le dire. De pouvoir le faire comme ça, publiquement. Je pense que ça pourrait ouvrir la porte à d'autres.",Par la suite, il fait la une du magazine Têtu, avec un long entretien dédié aux thématiques de l'homosexualité et de l'homophobie dans le football.
Il prend ensuite position dans le mouvement Black Lives Matter en novembre 2020, dénonçant notamment des violences policières en France, allant jusqu'à interpeller publiquement le ministre de l'Intérieur Gérald Darmanin,.
Un mois plus tard, il dénonce la politique de répression du peuple Ouïghours en Chine, décidant en conséquence de rompre son contrat publicitaire de premier plan avec Huawei, face aux accusations qui sont faites à l'entreprise sur cette question,.
En juin 2024, en amont des élections législatives françaises anticipées où le Rassemblement National est donnée en tête des sondages, Antoine Griezmann encourage les Français à aller voter : « Le seul truc que je peux dire, c’est d’aller voter. ». Mais il refuse d'apporter son soutien à un parti politique particulier ou de donner une consigne de vote : « Tout ce qui est politique, c'est très sérieux, assez privé. Je suis là en tant que joueur de foot. Je n'ai pas à utiliser ma notoriété. ».

### Vie privée
Depuis 2011, Antoine Griezmann est en couple avec Erika Choperena, une Espagnole originaire du Pays basque avec qui il a eu son premier enfant, une fille prénommée Mía, née le 8 avril 2016 (qui a pour parrain Diego Godín). Il épouse Erika le 15 juin 2017. Il annonce le 6 octobre 2018 sur les réseaux sociaux la naissance prochaine d'un deuxième enfant, un garçon. Le 8 avril 2019, il annonce la naissance de son fils Amaro, tout juste 9 mois après la Coupe du monde de football 2018, mais également le jour du troisième anniversaire de sa première fille Mía. Le 8 avril 2021, il annonce la naissance de son troisième enfant, sa deuxième fille Alba. Son quatrième enfant, Shai, est né le dimanche 15 juin 2025.
Maud Griezmann, la sœur d'Antoine (également son agent) est l'une des survivantes de l'attaque du Bataclan le 13 novembre 2015 alors qu'elle assistait au concert des Eagles of Death Metal avec son compagnon.
Le 18 juin 2016, Antoine Griezmann accordait une interview au journal Le Parisien durant laquelle il revenait sur sa vie en Espagne où il évolue au sein de l'Atlético de Madrid. Le jeune joueur évoque notamment son attachement à la capitale espagnole : « Dans la vie de tous les jours je me sens plus Espagnol que Français parce que ça fait 10 ans que j'y suis. En fait je suis mieux en Espagne qu'en France. La mentalité, la manière dont les Espagnols vivent. Les gens ont toujours le sourire et c'est ce qui me plaît ici. ».

### Divers
Le 10 juillet 2015, Antoine Griezmann est choisi par les internautes pour figurer sur la jaquette française du jeu FIFA 16.
En 2016, il est la 6e personnalité préférée des Français et est aussi le sportif le plus recherché sur Google France. Le 15 décembre 2016, Antoine Griezmann devient l'égérie de la marque Gillette en France. Il multiplie par ailleurs les partenariats commerciaux, dont Puma, L'Oréal, Sport 2000, Beats, Electronic Arts et Huawei Technologies.
En 2017, il double la voix française de Clark Kent / Superman dans le film Lego Batman, le film,. Le 18 mai 2017, Antoine Griezmann publie avec le journaliste Arnaud Ramsay une autobiographie intitulée Derrière le sourire, dans laquelle il revient sur sa jeunesse et son parcours sportif.
En 2018, avec Estelle Mossely et Marie-Amélie Le Fur, il est nommé ambassadeur de la campagne contre les discriminations lancée par la ministre des Sports Laura Flessel,. Antoine Griezmann devient, en 2018, le sportif français le mieux payé avec 33 millions d'euros de revenu devant Kylian Mbappé (avec 24,7 millions d'euros) et Paul Pogba (avec 22,1 millions d'euros) selon le magazine sportif L'Équipe.
En décembre 2019, Antoine Griezmann crée son entreprise de chevaux de course appelée « Écurie Griezmann », en collaboration avec son père Alain, dans sa ville natale dans le but de s'occuper de la carrière des chevaux de course et de les élever. En 2022, il remporte, avec sa pouliche Txope, montée par le jockey Aurélien Lemaitre, les 1000 guinées allemandes.
Fin décembre 2020, Antoine Griezmann annonce la signature d'un partenariat pour devenir ambassadeur de la marque Xbox Séries X.
Début mai 2021, Antoine Griezmann signe un contrat de partenariat avec le PMU pour devenir ambassadeur de la marque pour deux ans. Une stratégie visant à rajeunir l'image de la société de paris et à toucher « des cibles proches que l'on n'a pas aujourd'hui », explique Cyril Linette, le directeur général de PMU. Antoine Griezmann salue en octobre 2021 Josh Cavallo après que celui-ci ait effectué son coming out,,,.

### Polémiques
Le 17 décembre 2017, Antoine Griezmann crée une polémique sur les réseaux sociaux et plusieurs médias en postant une photographie de lui déguisé en basketteur noir des Harlem Globetrotters de la tête au pied, rappelant donc le blackface, pratique jugée raciste et offensante envers les personnes noires. Il se défend en disant avoir voulu rendre hommage aux grandes équipes de basket des années 1980. Il déclare a posteriori : « Je suis un grand fan de basket et des Harlem Globetrotters. C’était un hommage, rien de plus. Je peux comprendre que cela ait pu offenser ou choquer. J’ai tout de suite demandé pardon. Certains ont rigolé, d’autres n’ont pas apprécié. Je me suis excusé, et puis voilà ».
En juillet 2021, il perd son contrat avec Konami après la diffusion de vidéos datant de 2019 sur lesquelles on le voit avec Ousmane Dembélé se moquant du physique et de la langue d’employés d’un hôtel au Japon, ou imiter un accent asiatique,.

## Documentaires
- Alex Dell, Antoine Griezmann : Champion du monde, 2019, 60 min. [présentation en ligne]
- Alessandra Sublet, Griezmann Confidentiel, 2017, 76 min. [présentation en ligne]